# Histoire du Parti communiste français

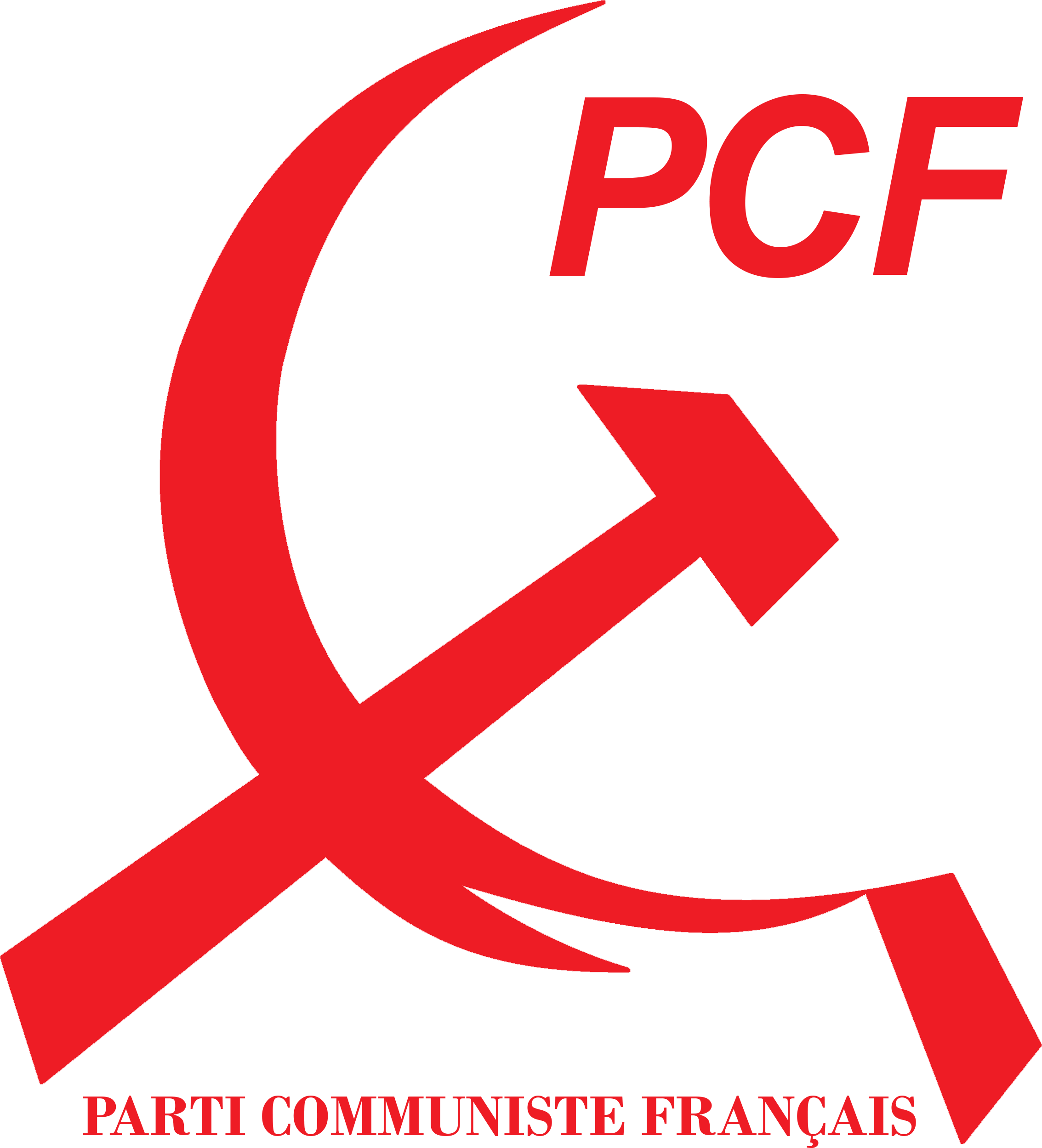
Logotype du Parti communiste français des années 1970 à 1990.

Pour un article plus général, voir Parti communiste français.
 (mars 2019).
 (février 2023).
L'histoire du Parti communiste français débute en 1920 lorsque la fraction majoritaire de la SFIO au congrès de Tours fonde la Section française de l'Internationale communiste (SFIC). Devenu le Parti communiste français en 1943, le parti connaît son maximum d'influence au lendemain de la Seconde Guerre mondiale. Il décline fortement à partir des années 1980.

## 1920-1939: du congrès de Tours à la Seconde Guerre mondiale

### 1920: création lors du congrès de Tours

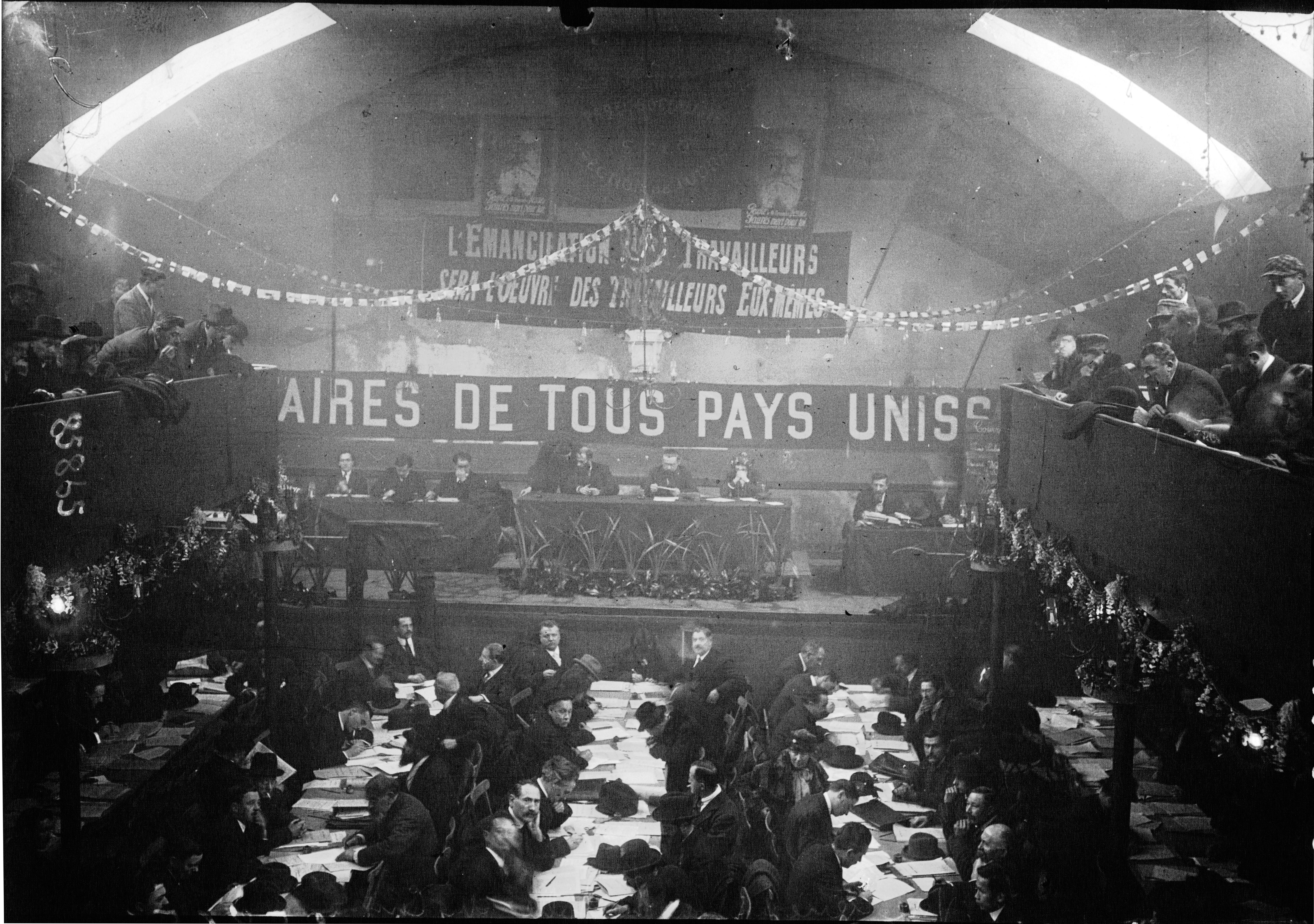
Vue générale de la salle au Congrès de Tours, décembre 1920. La grande banderole « Prolétaires de tous les pays, unissez-vous ! » est déployée sous la bannière « L'émancipation des travailleurs sera l'œuvre des travailleurs eux-mêmes » et deux portraits de Jean Jaurès.
Agence Meurisse, Paris, BnF, département des estampes et de la photographie.

Le parti est créé sous le nom de Section française de l'Internationale communiste (SFIC), et sous la forme d'une scission de la SFIO. Il naît du traumatisme de la Première Guerre mondiale et de l'échec du modèle français du socialisme et du syndicalisme (socialisme influencé par la « synthèse jaurésienne », démocratique et parlementariste en même temps qu'anticapitaliste, et syndicalisme révolutionnaire ou d'« action directe »). La génération des jeunes militants qui ont vécu les combats perçoivent comme une trahison la participation de la SFIO à l'effort de guerre. Si la révolution russe d'octobre 1917 n'est pas immédiatement perçue comme « la grande lueur à l'Est » par le mouvement ouvrier français, l'échec des socialistes aux législatives de 1919 et de la grève générale préparée par la CGT préparent le terrain d'un renouveau politique.
En 1920, au congrès à Tours, une majorité des militants socialistes de la SFIO, emmenés par Fernand Loriot, Charles Rappoport et Boris Souvarine, décident de s'affilier à la Troisième Internationale, fondée en 1919 à la suite de la révolution d'Octobre. La motion d'adhésion, émanant du Comité de la Troisième internationale et des « reconstructeurs » autour de Marcel Cachin et Ludovic-Oscar Frossard, l'emporte sur les motions d'« adhésion avec réserves » (déposée par Jean Longuet et ses partisans) et « pour l'unité internationale », refusant l'adhésion (déposée par Léon Blum et son Comité de Résistance socialiste). Le Congrès est marqué par des « coups de théâtre » : le "coup de pistolet Zinoviev", un télégramme des bolcheviks qui entend imposer l'exclusion de Longuet et de ses partisans, et une intervention théâtrale de Clara Zetkin pendant le discours de Frossard sur les réserves des socialistes à l'égard des exigences bolcheviks. Celles-ci sont en effet très lourdes : les 21 conditions de Lénine imposent le centralisme démocratique, la rupture complète avec les réformistes, la formation d'un organe clandestin, l'épuration des dissidents et des « petits-bourgeois »… Cependant elles ne sont pas immédiatement prises au sérieux par les partisans de l'adhésion à la Troisième internationale, convaincus qu'elles resteront lettre morte. Le Parti communiste français, qu'on appelle alors Section française de l'Internationale communiste (SFIC) est ainsi créé.

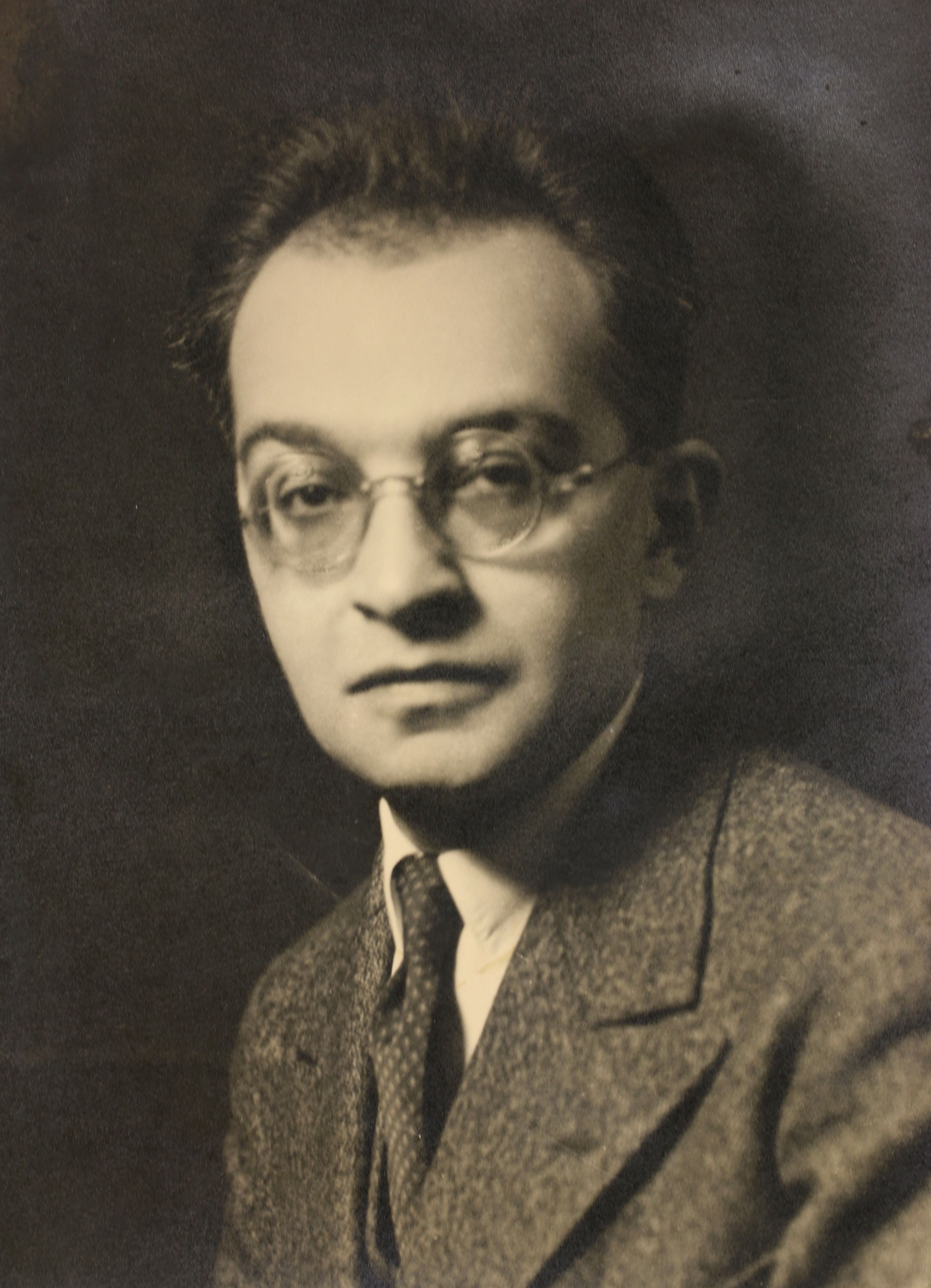
Boris Souvarine.
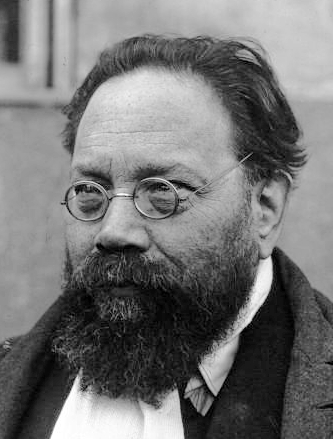
Charles Rappoport.

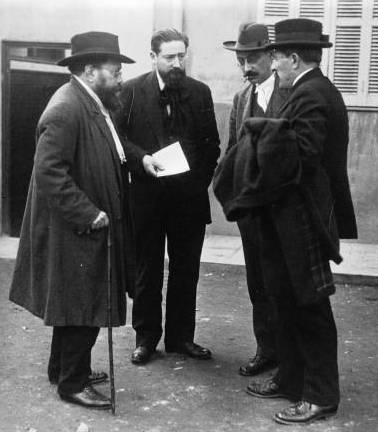
Ier congrès du PC à Marseille, décembre 1921. De gauche à droite : Charles Rappoport, Daniel Renoult, Ludovic-Oscar Frossard et Marcel Cachin.
Agence Meurisse, Paris, BnF, département des estampes et de la photographie.

Il est estimé à 120 000 le nombre d'adhérents qui avaient rejoint le nouveau parti, alors que la SFIO n'en comptait plus que 40 000, tout en conservant néanmoins la majorité de ses députés et de ses élus locaux. La scission au sein de la SFIO devait entraîner un an plus tard une scission du syndicat CGT, mais cette fois, les partisans de l'Internationale communiste qui fondèrent la CGTU étaient minoritaires.
La SFIC milite pour la libération des soldats mutins de 1917, dont plusieurs milliers, outre les fusillés, avaient été envoyés dans des camps de travail par le gouvernement de Raymond Poincaré.
En janvier 1923, Ludovic-Oscar Frossard (le secrétaire général du Parti) démissionne, à la suite de la politique de front unique imposée par le Komintern, qu'il désapprouve, et le refus d'une codirection avec la gauche.
En 1924, l'emprise de Grigori Zinoviev sur l'IC et la bolchévisation se traduisent par l'exclusion de dirigeants historiques situés à la gauche du parti, comme Boris Souvarine, Pierre Monatte et Alfred Rosmer, et par une conduite caporaliste du parti français par Albert Treint et Suzanne Girault jusqu'en 1926. La SFIC se proclame alors comme bolchevique et léniniste, s'engage à construire un parti qui peut utiliser des moyens légaux, mais qui doit également se doter d'un appareil clandestin et ne doit pas exclure l'action illégale. Le parti constitué devait être discipliné voire militarisé, suivant les règles étroites du centralisme démocratique : les minoritaires doivent suivre la ligne décidée majoritairement, et n'ont pas le droit de s'organiser pour défendre leur tendance.
Après Albert Treint, secrétaire général de 1923 à 1926, Pierre Semard est le nouveau secrétaire général en titre de 1926 à 1929. Différents membres fondateurs, devenus oppositionnels, sont exclus ou quittent progressivement le parti : Fernand Loriot (1926), Amédée Dunois (1927), Albert Treint (1929). Le nombre d'adhérents chute à 55 000 en 1926.

### 1920-1930: premières années, «classe contre classe»

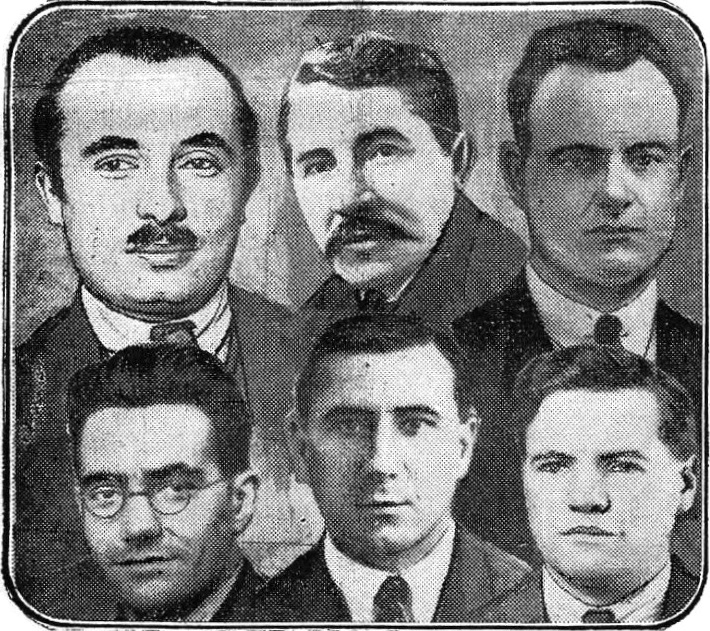
Six candidats communistes aux élections législatives de 1928. De gauche à droite et de haut en bas : Jacques Duclos, Marcel Cachin, Henri Barbé, Jacques Doriot, Robert Alloyer et Maurice Thorez.

En 1921, la SFIC devient le Parti communiste (SFIC), dont l’acronyme est PC-SFIC,,,, et qui ne doit pas être confondu avec le Parti communiste (PC), parti d’inspiration libertaire et anti-parlementariste créé en 1919, dissout en mars 1921, duquel émergera le soviétisme-libertaire, et lié aux anarchistes soutenant la révolution russe.
Les premières années du parti furent mouvementées et un tant soit peu confuses. C'était un parti révolutionnaire, « gauchiste », comme on dira couramment plus tard des groupes d'extrême gauche qui ont fleuri en mai 68. L'action antimilitariste se développa auprès des jeunes, dans les casernes, à l'occasion de l'occupation de la Ruhr en 1923 par les troupes françaises et de la guerre du Rif, au Maroc, en 1925.
Lors des élections législatives de 1924, le PC obtient 9,8 % des voix et 26 sièges, soit beaucoup moins que la SFIO. Mais sous la direction de la fraction de gauche (Treint-Girault), la priorité est donnée aux grèves générales et aux actions révolutionnaires plutôt qu'aux élections. Au Parlement français, les premiers députés élus du PC s'opposent à la coalition du Cartel des gauches, formée par la SFIO et le Parti radical, qui gouverne entre 1924 et 1926.
En Union soviétique, en 1927, Staline évince ses rivaux, Zinoviev, Kamenev et Trotski qui participent à la direction collégiale depuis la mort de Lénine, en 1924. L'IC (Internationale communiste) impose une politique dure et sectaire, dite « classe contre classe », qui consiste notamment à refuser toute alliance avec les socialistes, et elle pousse en avant les JC (Jeunesses communistes, alors dirigées par Doriot, également député de Saint-Denis) pour mettre en œuvre cette ligne ultra sectaire. Des exclus forment des organisations communistes dissidentes, anti-staliniennes.
Henri Barbé devient secrétaire du Parti, après Pierre Semard. La SFIO est attaquée au même titre que les partis bourgeois. Aux élections de 1928, le PC-SFIC obtient 11 % des voix, mais, en raison de son isolement, ne compte que 14 élus contre 25 sortants. Jacques Duclos, vainqueur de Léon Blum dans le 20e arrondissement de Paris, est l'un des 14 rescapés.
Avec Jacques Duclos, Benoît Frachon et Maurice Thorez sont des hommes qui montent et qui prennent de plus en plus d'importance au sein du Parti. Comme Duclos, Maurice Thorez est passé dans la clandestinité à la suite d'actions antimilitaristes. Il a déjà effectué plusieurs séjours à Moscou. Entré au Bureau politique (BP) en 1926, il assure la fonction de secrétaire à l'organisation. En 1929, à 36 ans, Benoît Frachon devient le doyen du secrétariat, aux côtés des 2 dirigeants des JC, Henri Barbé et Pierre Celor, tous deux âgés de 27 ans, et de Thorez, 29 ans.
Au début des années 1920 est créé au sein du parti le Comité d’études coloniales (CEC), transformé au milieu de la décennie en Comité colonial (CC) ; il est chargé d'animer son activité anticoloniale. Nguyễn Ái Quốc y joue un rôle à ses débuts. Après s'être opposé à la guerre du Rif, l'activité anticoloniale du PC décroit cependant rapidement, notamment sous le Front populaire et la politique de « nationalisation » du PC menée sous la direction de Thorez. L'antifascisme devient la priorité.

### 1930-1934: début de la direction de Maurice Thorez

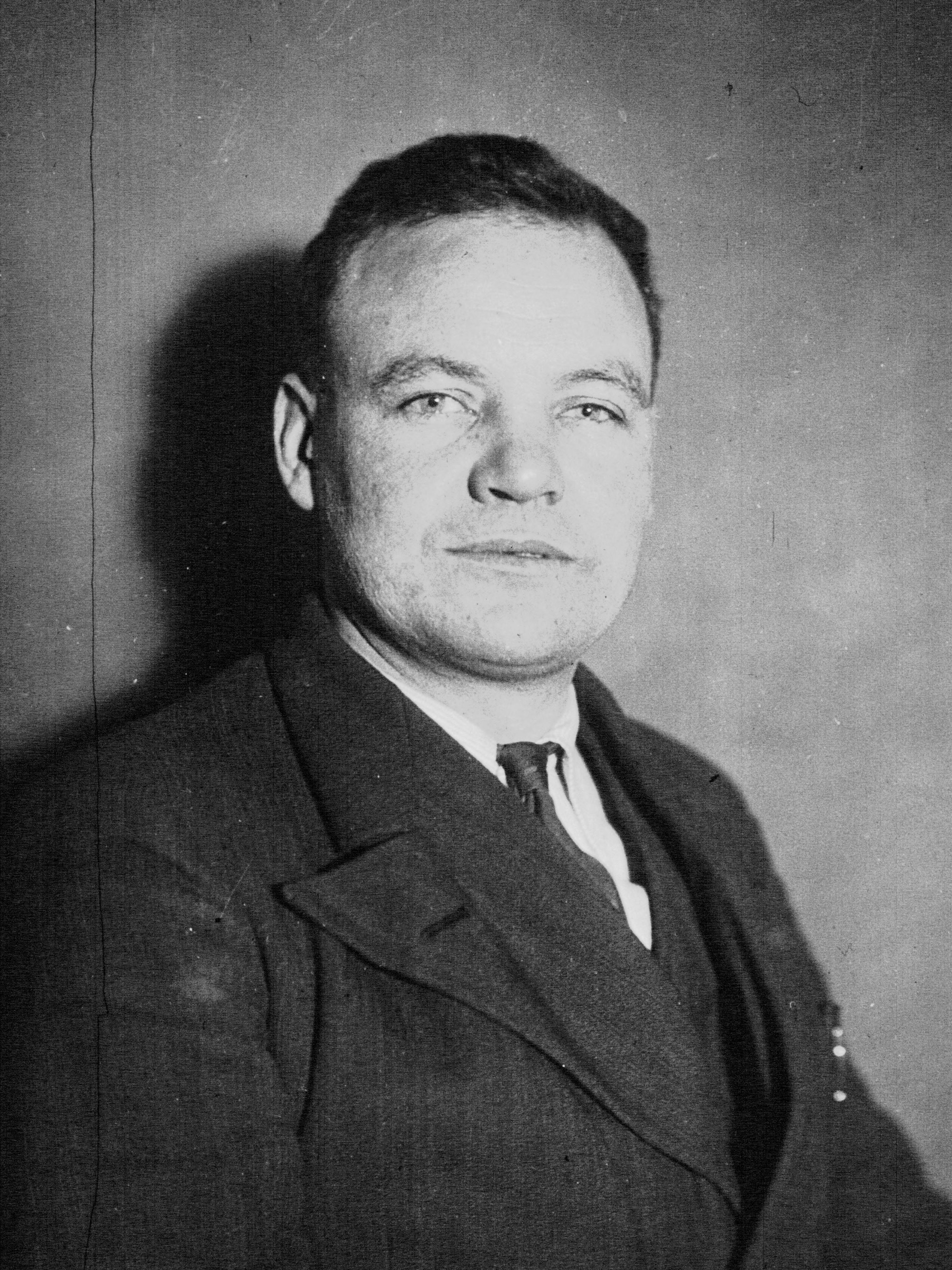
Maurice Thorez, secrétaire général du PC-SFIC et député de la Seine (photo prise en 1932).

En 1931, Charles Tillon, membre du bureau confédéral de la CGTU, effectue son premier et d'ailleurs unique voyage à Moscou. Il y sera reçu par les dirigeants de l'Internationale, Manouïlsky et Piatnisky. Manouïlsky est une vieille connaissance du Parti. Lénine l'avait envoyé clandestinement en mission en France en 1921, et il put intervenir au congrès de Paris, faisant une profonde impression sur tous les délégués. Depuis, c'est lui qui suit le PC-SFIC pour l'Internationale, dont il deviendra le principal dirigeant jusqu'en 1934. Manouïlsky éprouvait des doutes sur le bien-fondé de la ligne ultragauchiste et s'apprêtait à débarquer Barbé et Celor, les jeunes dirigeants propulsés à la tête du Parti pour appliquer la ligne « classe contre classe ».
Il s'en est fallu de peu que Maurice Thorez ne fût aussi écarté comme Barbé et Celor, mais c'est lui que Manouïlsky installe à la tête du Parti, au congrès de Paris en 1932. Duclos et Frachon comptent parmi les 10 autres membres du bureau politique. Cette exclusion des deux principaux protagonistes de la ligne « gauchiste » au sein du Parti est le symbole d'une modération des tactiques et du retour au front unique (surtout par en bas), en persistant globalement sur cette ligne idéologique sectaire. Si on fait le bilan des 12 premières années d'existence du Parti, les résultats ne sont guère époustouflants sur le plan électoral, ou du nombre d'adhérents, mais d'un point de vue léniniste, la réussite est incontestable : l'ensemble hétéroclite d'anarcho-syndicalistes, nébuleuse de divers courants révolutionnaires, s'est métamorphosé en un authentique parti bolchevique. L'équipe dirigeante, jeune, issue de la classe ouvrière, est formée de révolutionnaires professionnels, bénéficiant d'une solide expérience des affrontements avec la police, de la clandestinité, mais sachant également jouer des moyens légaux, par exemple les mandats de députés pour bénéficier de l'immunité parlementaire. Ces dirigeants sélectionnés avec « clairvoyance » par Manouïlsky, extrêmement brillants au départ, ont reçu en outre une solide formation théorique au gré de leurs passages à Moscou.
Le PC subit des pertes substantielles lors des élections de 1932, ne remportant que 8 % des voix et 10 sièges. Les élections de 1932 voient la victoire d'un autre Cartel des gauches. Cette fois, bien que le PC ne participe pas à la coalition, il soutient le gouvernement de l'extérieur (soutien sans participation), de la même manière que les socialistes, avant la Première Guerre mondiale, avaient soutenu les gouvernements républicains et radicaux sans y participer. S'il ne participe pas aux désistements électoraux, excepté au Sénat, il soutient à l'Assemblée certaines lois des gouvernements de gauche.

### 1934-1939: relations avec Staline, Front populaire et montée du nazisme
En 1936, le PC-SFIC est intégré au dispositif de l'Internationale communiste, adossé à l'Union soviétique dominée par Staline. De nos jours, ce nom, avec ses dérivés, « stalinisme », « stalinien » (terme qui apparaît à la fin des années 1920), évoque une variante historique de la tyrannie sanguinaire et du totalitarisme, mais pour le militant PC-SFIC « de base » de 1936, grâce à une direction « éclairée, ferme et stable », l'URSS s'affirme comme la nation des prolétaires, consolidant les acquis de la Révolution par une marche vers le progrès économique et technologique. Le Parti français, à l'image du « grand frère » soviétique, est doté, lui aussi, d'une direction « stable et éclairée ». Ses effectifs s'accroissent de mois en mois, il occupe un espace politique toujours plus vaste.

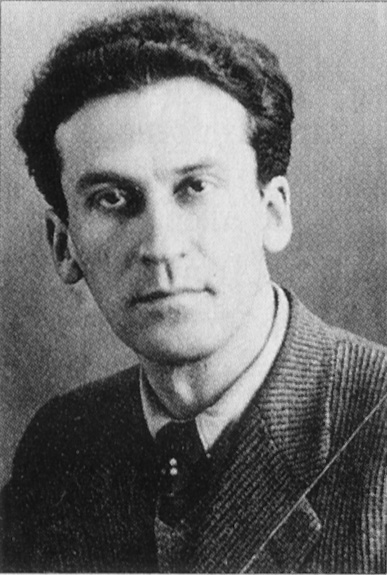
Eugen Fried.

À Moscou, à partir de 1927 et plus encore de la pseudo-collectivisation des campagnes lancée l'année suivante, qui met le régime aux prises avec une partie de la population paysanne, et fait douter une partie des cadres dirigeants du pays, puis avec l'assassinat de Sergueï Kirov, en 1934, les purges (procès publics suivis d'exécutions et de déportations) deviendront une pratique courante de « gestion du parti », culminant lors de la « Grande Terreur » en 1937-1938, vaste entreprise d'ingénierie sociale violente, qui voit l'assassinat de 700 000 personnes condamnées à mort à huis clos dans une parodie de légalité, et la déportation de 800 000 autres. Ces opérations font aussi des victimes dans les rangs du Parti communiste bolchevique, même s'il n'est pas le principal visé ici. Au même moment à Paris, le délégué de l'Internationale, le représentant de Staline, donc, est un Tchèque élégant et raffiné, Eugen Fried (« camarade Clément »), qui sait contrôler le Parti avec doigté en s'intégrant dans le trio de direction, Thorez, Frachon et Duclos, eux-mêmes issus du choix « éclairé » de Manouïlsky.
Hitler avait pris le pouvoir en Allemagne en janvier 1933. Le fascisme devint encore plus à l'ordre du jour en Europe (l'Italie était fasciste depuis une décennie). Pour autant, l'IC, qui avait mis fin à la phase « gauchiste » du PC en remplaçant Barbé par Thorez restait ferme dans sa ligne sectaire. L'union avec les sociaux-démocrates n'était tolérée qu'à la base : les ouvriers de la CGT, non communiste, étaient invités à participer aux actions de la CGTU, communiste. Dans la France de 1934, c'étaient les ligues d'extrême-droite qui représentaient le danger fasciste. C'est au cours des journées de 1934 qui virent de très violents affrontements entre les ligues, la police et les communistes, que s'imposèrent les sentiments unitaires d'une gauche antifasciste.
Le 6 février 1934, les ligues envahirent la place de la Concorde. La bagarre avec la police fut déclenchée quand ils voulurent franchir le pont de la Concorde pour donner l'assaut à la chambre des députés. Le 9 février, les affrontements entre la police et les manifestants antifascistes firent 9 morts parmi les manifestants. Cette manifestation fut qualifiée par une partie des opinions de tentative de coup d'État. La CGTU et la CGT appelèrent à la grève générale le 12 février. Ce jour-là, au cours d'une manifestation commencée dans la division, les cortèges socialistes et communistes fusionnèrent dans l'enthousiasme, place de la Nation aux cris de « Unité ! Unité ! ». Jusqu'en juillet 1934, cette manifestation unitaire resta sans suite. Doriot, partisan d'une entente avec la SFIO contre le fascisme, est exclu le 27 juin 1934. C'est Dimitrov, nouveau responsable de l'IC, et Manouïlsky qui réussirent à obtenir de Staline un revirement de l'IC, en faveur d'une alliance avec les sociaux-démocrates. Dimitrov transmit les nouvelles consignes à Thorez, à Moscou. Le 27 juillet 1934, un pacte d'unité d'action PC et SFIO fut conclu. L'après 6 février 1934 voit aussi l'Association juridique internationale (AJI), proche des communistes, se rapprocher de la Ligue des droits de l'homme.
Par ailleurs, entre 1934 et 1936, le PC abandonne sa vocation antimilitariste pour adopter une orientation antifasciste, se ralliant à la défense nationale et abandonnant le défaitisme révolutionnaire.
La nouvelle politique unitaire se concrétisa en 1936, par la réunification de la CGT et de la CGTU, d'abord en mars, puis en mai, par la victoire électorale des forces de gauche unies dans le Front populaire. Le PC-SFIC obtenait 72 des 336 sièges de députés de la coalition de gauche. Léon Jouhaux, ex-CGT restait secrétaire général de la CGT réunifiée, mais Frachon entrait au Bureau confédéral. Les nouveaux statuts de la CGT prévoyant l'incompatibilité entre des mandats syndicaux et politiques, il dut démissionner du Bureau politique du Parti. Cette démission fut purement formelle : on le considéra toujours comme membre de la direction.
À la suite de la victoire électorale du Front populaire, une puissante grève générale spontanée se déclencha, avec occupations. Déconcerté par ce mouvement venu de la base, la direction du PC-SFIC appela à reprendre le travail début juin. Le rythme des grèves ne fut pas partout le même, les spécificités locales restant fortes.
| Données        | 1928   | 1932   | 1936    |
| -------------- | ------ | ------ | ------- |
| Adhérents      | 50 000 | 32 000 | 235 000 |
| Parlementaires | 14     | 11     | 72      |
| Permanents     | ?      | 500    | 3 000   |
| Électeurs      | 11,2 % | 8,3 %  | 15,2 %  |

En 1936, le PC-SFIC a atteint le stade final de son évolution, une forme stable que l'on pourrait qualifier de léniniste-stalinien, c'est-à-dire qu'il répond encore aux critères du bolchevisme tels qu'ils étaient définis au moment du congrès de Tours, mais qu'il dispose maintenant d'une autorité suprême qui permet de trancher éventuellement tous les débats et de résoudre tous les conflits.
Le maintien des principes léninistes implique la coexistence de 3 appareils distincts : l'appareil légal est celui qui apparaît à l'issue des congrès, avec son Bureau politique, son Comité central, son organisation en cellules, rayons, responsables départementaux, interrégionaux, ses élus, députés ou maires. L'appareil illégal doit permettre au Parti de supporter une interdiction. Il consiste en un dispositif clandestin de planques, d'imprimeries, des moyens financiers à l'abri d'une saisie, avec quelques dirigeants n'ayant aucune fonction officielle. L'appareil de l'IC contrôle sur le territoire français des militants qui sont rattachés directement à l'IC, sans aucun rapport structurel avec la section française, c'est-à-dire avec le PC-SFIC. Ainsi, les étrangers sont organisés à l'époque dans la Main-d'œuvre immigrée (MOI), rattachée au PC-SFIC pour les problèmes pratiques, mais dans les faits, sous le contrôle politique direct de l'IC.
Si l'IC peut déléguer à des étrangers, comme Fried, des responsabilités auprès du Parti français, des dirigeants français peuvent également assurer des fonctions qui débordent le cadre national. Ainsi, Jacques Duclos, membre du Bureau politique et du secrétariat du Parti, député de Montreuil et vice-président de la Chambre des députés en 1936, est également membre du comité exécutif de l'IC et fréquemment mis à contribution pour représenter l'IC auprès des partis petits frères belges et espagnol.
Dans les années 1936-1939, le parti compte entre 200 000 et 300 000 membres, et l'essentiel d'entre eux n'ont rien à voir ni avec l'appareil illégal, ni avec l'appareil de l'IC. Mais dès qu'ils prennent quelques responsabilités, leur carrière est gérée par la section des cadres, qui relève à la fois du service du personnel et de la police interne. Chaque responsable doit remplir une biographie qui concerne à la fois son propre passé, mais aussi quelques éléments sur son entourage familial. Au fur et à mesure qu'il grimpe les échelons, il pourra être amené à remplir plusieurs fois des biographies de plus en plus précises. La commission des cadres et la commission centrale de contrôle supervise ainsi les résultats des questionnaires et amènent régulièrement à des purges. Ces biographies sont regroupées à Moscou et sont consultables au Centre russe de conservation et d'études des documents en histoire contemporaine.

### 1936-1939: guerre d'Espagne
En juillet 1936, Franco fit contre la République Espagnole sa tentative de putsch, ou « pronunciamiento ». La guerre civile espagnole commençait, et elle dura jusqu'en février 1939. Les premiers volontaires du PC-SFIC furent envoyés début septembre, mais c'est au cours d'une réunion à Ivry, chez Thorez, le 18 septembre, où étaient conviés, Fried, le délégué de l'IC, Émile Dutilleul le trésorier du Parti, Maurice Tréand, le responsable de la section des cadres, et Cerreti, un Italien à la fois membre du Comité Central et dirigeant de la MOI, que la ligne générale fut décidée. Les grandes lignes de l'implication du PC dans la guerre d'Espagne furent jetées, et les rôles distribués : Tréand recrutait les militants, Cerreti s'occupait du ravitaillement en armes, et Dutilleul des collectes. Les choses évolueront par la suite un peu différemment.
En 1936, le PC n'était pas au sein de l'Internationale un parti parmi d'autres. À côté du parti soviétique il restait le seul parti communiste de quelque importance après l'interdiction des partis dans les pays fascistes, l'Italie en 1924 et l'Allemagne en 1933. Le Parti français fut à la pointe pour le soutien à l'Espagne républicaine. Rappelons qu'en 1936, tous les grands pays, y compris l'URSS, s'étaient officiellement prononcés pour la non-intervention, laquelle sera vite violée par l'Allemagne et l'Italie. Les Républicains reçurent l'aide directe contre payement de la seule URSS, mais comme celle-ci ne souhaitait pas intervenir directement pour ne pas contrevenir aux règles de la non-intervention, et que de toute façon, il fallait bien faire transiter les armes soviétiques par le territoire français, le Parti français, en plus de l'action de soutien qu'il avait initié dès août 1936, joua un rôle majeur d'intermédiaire entre l'URSS et le gouvernement républicain espagnol.
Le gouvernement de Léon Blum resta sur la ligne de la non-intervention et refusa l'aide directe aux républicains. Dans la pratique, l'attitude de Blum et de ses successeurs ne fut jamais celle d'une stricte neutralité. En août 1936, Blum désignait le douanier Gaston Cusin comme le responsable au sein de l'appareil d'État de l'aide clandestine à l'Espagne. Cusin rencontra Thorez et Duclos qui, eux, désignèrent Cerreti comme interlocuteur du parti communiste. C'est ainsi que tout fut mis en place pour que d'énormes quantités d'armes et matériels divers (essentiellement soviétiques) puissent transiter par les ports et le territoire français. Le PC dut alors se doter d'une infrastructure adéquate pour faire face à des problèmes de logistique tout à fait nouveaux. De son côté, Cusin pouvait s'appuyer sur trois mille douaniers sympathisants dont une centaine d'hommes sûrs pouvaient faire des contrebandiers d'élite.
Une compagnie maritime, France-Navigation fut créée sous l'autorité de Cerreti, en mai 1937, pour le plus grand bonheur du gouvernement espagnol impuissant à convaincre d'autres compagnies d'avoir à affronter le blocus de ses ports par la marine franquiste, pour le plus grand bonheur, aussi, de Staline, qui voulait bien livrer des armes aux Espagnols, mais sans engager de bâtiments soviétiques. Le gouvernement espagnol avait mis les trois quarts de ses réserves d'or à l'abri, en URSS, de sorte que Staline n'avait pas de problèmes pour se faire payer. En complément de France-Navigation, l'entreprise de transports routiers de Pelayo assurait la traversée du territoire français avec des dizaines de Dodge, Ford, Latil. Il y avait tous ceux, également, qui s'occupaient d'approvisionnement de toutes sortes de denrées. Michel Feintuch, un immigré juif polonais, que l'on connaîtra mieux sous le pseudonyme de Jean Jérome, acheminait vers l'Espagne républicaine des armes, mais aussi des machines, du cuivre, du zinc. Pour mener à bien tous ces trafics, il y eut désormais place au Parti pour l'homme d'affaires d'un genre particulier, à côté du vendeur de L'Humanité, du tribun syndicaliste et du normalien journaliste.
Pour le PC, la dernière phase de la guerre d'Espagne fut humanitaire, pour secourir les centaines de milliers de réfugiés qui croupissaient dans des camps depuis janvier 1939. On a souvent dit que la guerre d'Espagne avait été une anticipation du cataclysme qui devait secouer le monde de 1939 à 1945. Complètement mobilisé dans le soutien à l'Espagne, le Parti ne pouvait ignorer les sombres nuages qui obscurcissaient l'horizon. Plus que jamais, il fallait se préparer à la clandestinité. Trois hommes se répartirent la recherche de planques : certaines étaient de vastes propriétés, fort éloignées de Paris, jusqu'en Belgique ou en Suède : par dérision, les communistes parlaient de leurs châteaux ; ce fut l'affaire de Cerreti. On confia à René Mourre le soin de trouver des fermettes dans le bassin parisien. Les HLM des boulevards de ceinture et les pavillons de banlieue étaient du ressort d'Arthur Dallidet. Il sacrifia avec sa compagne Mounette Dutilleul bien des dimanches pour sillonner à vélo toute la région parisienne et bien au-delà.

## 1939-1945: Seconde Guerre mondiale

### 1938-1939: accords de Munich, Pacte germano-soviétique et entrée en guerre
Le 30 septembre 1938, Daladier et Chamberlain signaient avec Hitler les accords de Munich qui consacraient le démembrement de la Tchécoslovaquie. À son retour à l'aéroport du Bourget, Daladier était acclamé par la foule qui croyait la guerre écartée. À la Chambre, avec seulement trois autres députés, les soixante-douze communistes rejetèrent les accords. Cette fois-ci, les communistes étaient persuadés que la France et le Royaume-Uni avaient voulu détourner vers l'URSS les foudres hitlériennes, et il est vrai qu'ils étaient nombreux, à droite, tant à Londres qu'à Paris, ceux qui pensaient que la moins mauvaise guerre serait celle qui aurait opposé le nazi au bolchevique[réf. nécessaire]. Pour les communistes, les choses étaient encore simples, l'antifascisme et la défense de l'URSS étaient un seul et même combat.
Le désarroi de nombreux communistes fut donc immense lorsque, par la radio et les journaux, ils prirent connaissance du pacte germano-soviétique le 23 août 1939 : l'Union soviétique devenait l'alliée de l'Allemagne nazie avec qui elle partageait des territoires d'Europe centrale (Pays baltes et Finlande). Des accords secrets prévoyaient, entre autres, le partage de la Pologne. Le 3 septembre, la Grande-Bretagne et la France déclaraient la guerre à l'Allemagne à la suite de l'agression de la Pologne.
Il y eut quelques jours pendant lesquels les communistes français essayèrent de concilier leur fidélité à l'URSS et leurs convictions antifascistes. Pas question de désavouer le pacte, mais aucune explication, aucune consigne ne leur parvint par les canaux habituels de l'Internationale. Alors, ils envoyèrent à Moscou, pour recevoir des explications, Arthur Dallidet, qui partit accompagné d'un de ses adjoints, Georges Beaufils. En attendant les explications, ils votent à l'Assemblée les crédits de guerre le 2 septembre et Thorez rejoint son unité.

### 1939-1940: de la dissolution du parti à l'entrée des Allemands dans Paris
Mais la rupture était déjà consommée avec le président du Conseil des ministres, Daladier. Celui-ci interdit la presse communiste dès le 26 août et fait arrêter les militants communistes qui distribuent des tracts en faveur du Pacte germano-soviétique.
Début septembre, alors que la France est entrée en guerre, le secrétariat Comité exécutif de l'Internationale communiste envoie un télégramme aux dirigeants communistes français, dont la direction du PC prend connaissance entre le 13 et le 20 du même mois, dans lequel il précise que le « Prolétariat mondial ne doit pas défendre Pologne fasciste », que l'« ancienne distinction entre états fascistes et soi-disant démocratiques a perdu sens politique » et qu'« à l'étape actuelle de la guerre, communistes doivent se déclarer contre la guerre ». Les dirigeants du PC redresseront leur ligne politique en fonction de cette directive. Après l'entrée des troupes soviétiques en Pologne, le PC approuve l'intervention de l'URSS. Il justifiera également en janvier 1940 l'agression soviétique de la Finlande, L'Humanité saluant l'aide de l'Armée Rouge « au prolétariat si exploité et brimé » de Finlande.
Plus du tiers des députés communistes se désolidarisent du pacte germano-soviétique et quittent, au moins provisoirement, le parti. Vingt-deux des soixante-quatorze parlementaires communistes quittent le parti et le groupe communiste à l'Assemblée nationale pour créer un nouveau groupe parlementaire : l’Union populaire française. Trois autres dissidents ne rejoignent pas le nouveau groupe. Seule une petite minorité de ses transfuges sera résistante. Sur demande de l'IC, Maurice Thorez, mobilisé dans l'Armée française, déserte de son unité et se réfugie en Belgique, d'où il appelle au sabotage de la défense nationale, et, de là, gagne Moscou.
Le 26 septembre, le gouvernement dissout le Parti. La politique répressive du gouvernement d'Édouard Daladier et de son ministre de l'Intérieur, Georges Bonnet, et la façon dont elle est appliquée par les préfets a contribué paradoxalement à la survie de l'organisation en faisant taire les états d'âme[réf. nécessaire].
Dallidet et Beaufils ne rencontrent à Moscou que des personnalités de second plan. Ils rentrent en France sans véritable éclaircissement sur les intentions des Soviétiques. Ce n'est qu'à la fin du mois de septembre que Dimitrov fait parvenir à Paris des directives précises, transmises par Raymond Guyot, en poste à Moscou en tant que secrétaire général des jeunesses de l'IC. Ordre est donné de ne plus dénoncer que la « guerre impérialiste ».
En septembre 1939, tous les hommes jusqu'à 40 ans sont mobilisés, dont Jacques Duclos, Benoît Frachon et Charles Tillon ont passé la limite d'âge. Ceux qui ne savent pas appliquer les consignes de sécurité sont arrêtés. Ainsi, la moitié du Comité central et trois membres du Bureau politique, Marcel Cachin, Pierre Semard et François Billoux, se retrouvent incarcérés. Le Parti, dans son ensemble, se retrouve complètement désorganisé.
L'Internationale avait décidé de regrouper l'appareil du Komintern et l'essentiel de la direction française en Belgique. Fried y était déjà installé le 23 août 1939, Cerreti reçut le premier l'ordre de le rejoindre, et par la suite Jacques Duclos, Arthur Ramette et Maurice Tréand. Un ordre officiel de Dimitrov, transmis par Mounette Dutilleul. Les dirigeants qui ne sont pas mobilisés par l'armée et que l'IC ne transfère pas à Bruxelles sont envoyés dans les différentes régions. Ainsi, Charles Tillon sera responsable régional à Bordeaux, Gaston Monmousseau à Marseille et Auguste Havez en Bretagne.
À Paris, le Parti maintient une activité minimale : distributions de tracts, parution épisodique de l'Humanité clandestine. C'est à Florimond Bonte que revient la mission de défendre la ligne du Komintern devant la Chambre des députés. Il n'a pas même le temps de sortir son texte que le président Herriot ordonne aux huissiers de l'expulser. 317 municipalités contrôlées par le PC sont, arbitrairement, dissoutes, et 2 800 élus déchus de leurs mandats, dont 61 parlementaires. Au total, il y aura plusieurs milliers d'arrestations. La répression s'est installée jusque dans la CGT, réunifiée depuis 1936, mais toujours tenue en main par Léon Jouhaux. Dès le 18 septembre, le bureau confédéral excluait de la CGT tous ses membres qui ne souscriraient pas à sa condamnation du pacte. Dans de nombreux syndicats de base, les communistes étaient majoritaires : ils seront dissous par le ministre de l'Intérieur, 620, au total.
Les militants communistes disponibles, qui se battent pour la survie du Parti, réorganisent leurs structures clandestines. Des membres de l'Union des jeunes filles de France (UJFF), dont Claudine Chomat, Danielle Casanova, Georgette Cadras, souvent appelées « agents de liaison » ou « femmes de liaison », assument en fait par intérim des responsabilités considérables. La plongée dans la clandestinité implique la disparition de toutes les structures traditionnelles, cellules, rayons, et la mise en place de triangles, ou groupes de trois, principe de base de l'organisation clandestine. Le décret-loi du 9 avril 1940, présenté au président de la République par le ministre SFIO Albert Sérol (J.O. du 10 avril 1940), prévoyant la peine de mort pour propagande communiste, l'assimilant à la propagande nazie, accentue les risques.
Danielle Casanova et Victor Michaut sont chargés d'organiser une propagande pacifiste en direction des soldats sans jamais appeler à la désertion. Le niveau d'implication du parti dans quelques affaires de sabotage attestées dans des usines d'armement reste un sujet d'interrogation pour les historiens (Voir article détaillé La question du sabotage).
En mai 1940, l'invasion allemande du pays ne simplifie pas une situation déjà difficile pour le parti entré en clandestinité. Le philosophe communiste Politzer sert d'intermédiaire pour nouer des contacts entre le ministre Anatole de Monzie, à sa demande, et Benoît Frachon, lequel répond en réclamant la levée de l'interdiction du Parti et l'armement de la population parisienne, pour constituer une sorte d'union sacrée pour la défense de Paris.[réf. nécessaire]
Alors que le député d'Amiens, Jean Catelas reste à Paris le seul représentant de la direction avec Gabriel Péri, Frachon et son équipe (dont Victor Michaut, Arthur Dallidet et Mounette Dutilleul) se retrouve à Fursanne, près de Limoges, en Haute-Vienne.

### 1940-1941: l'Occupation avantBarbarossa

#### Premiers mois de l'occupation
Le 15 juin 1940, Duclos et Tréand, le responsable aux cadres, arrivent à Paris. Ils mettent près de 4 semaines avant d'établir un contact avec le groupe Frachon en Haute-Vienne.
Des démarches sont faites par Maurice Tréand, Jean Catelas et Robert Foissin auprès des autorités d'occupation pour négocier la reparution de L'Humanité. Ces démarches sont connues, sinon dictées par Duclos (les trois militants seront plus tard écartés pour protéger Duclos). Un argumentaire de négociation, sans doute rédigé par Maurice Tréand, est retrouvé sur la militante Denise Ginollin, évoquant le « Juif Mandel ». Il en est de même des représentants du parti français à Moscou avec lesquels au moins huit lettres (dont certaines font une dizaine de pages) sont échangées entre la fin du mois de juin et le début du mois d'août. La ligne officielle du parti, émanant de Moscou et appliquée normalement par la Section française de l'Internationale communiste, ne met pas en priorité la lutte contre les nazis. Il est donc envisagé de sortir une Humanité légale (les autres journaux le sont), qui, passée au filtre de la censure, aurait adopté une neutralité vis-à-vis de l'occupant. Les pourparlers concernant le journal avortèrent finalement du fait des Allemands. Hitler désavoua Otto Abetz qui tentait d'amadouer les communistes désorientés. De leur côté, les autorités de Vichy obtinrent gain de cause pour empêcher la légalisation du parti.
Après la Libération, le PCF nie l'existence de pourparlers avec l'occupant concernant la reparution de L'Humanité. Il les reconnaît par la suite mais les attribue à l'initiative de simples militants. C'est seulement à partir des années 1980 que le parti admet que ces négociations ont été réalisées sur consigne de la direction du parti. Les historiens Jean-Pierre Besse et Claude Pennetier tirent de cet évènement un livre, Juin 40 : la négociation secrète (éditions de l'Atelier, 2006).
Tant que durent les négociations, soit jusqu'à la fin d'août, on ne trouve dans les numéros clandestins du journal aucune attaque explicite contre l'occupant. En échange, note Peschanski, Abetz libère plus de 300 communistes emprisonnés depuis l'automne 1939. Le terme de « fraternisation » apparaît dans les numéros 59 et 61 de l'Humanité clandestine qui sortent respectivement le 4 et le 13 juillet :
« Les conversations amicales se multiplient entre travailleurs parisiens et soldats allemands : Nous en sommes heureux. Apprenons à nous connaître, et quand on dit aux soldats allemands que les députés communistes ont été jetés en prison et qu'en 1923, les communistes se dressèrent contre l'occupation de la Ruhr, on travaille pour la fraternité franco-allemande. »
Simultanément avec les démarches confidentielles pour la reparution de l'Humanité, la direction du Parti mène une politique de légalisation. Après neuf mois de clandestinité, il s'agit de profiter du vide politique pour réoccuper le terrain. Les élus locaux et les responsables syndicaux sont invités à sortir de leurs tanières pour reprendre le chemin de leurs permanences, à réoccuper les municipalités perdues, à effectuer des prises de parole. Cette ligne, suivie approximativement de juin à septembre, s'avère un désastre complet,.
Les négociations avec les Allemands pour la reparution de l'Humanité suscitent très vite de vifs débats chez les communistes disséminés aux quatre coins de la France. Ainsi, lorsque les communications sont rétablies, tant bien que mal, entre Paris et la Haute-Vienne, l'équipe autour de Frachon, qui avait eu vent des pourparlers, fut quelque peu traumatisée. Par exemple, selon Mounette Dutilleul, la question fut débattue en Haute-Vienne au sein de l'équipe Frachon :

« C'est effectivement à quatre, Frachon, Michaut, Cadras, Dallidet, que se tient la réunion organisée dans les bois de Saint-Priest-Taurion. Marie et moi faisions "le pet". C'était là tout le service d'ordre dont nous pouvions disposer alors ! Ce que j'ai su, de cette réunion des quatre, c'est que Michaut et Cadras ne comprenaient, ni n'admettaient la demande officielle aux autorités d'occupation de la parution de l'Humanité. Frachon, moins tranchant dans son expression, pensait absolument nécessaire d'aller voir de plus près. Il fut décidé qu'il remonterait à Paris… »

Finalement, l'opération engagée avec le plein accord de l'IC fut désavouée par l'IC. Une directive datée du 5 août clarifie la ligne du Parti vis-à-vis des occupants :
« Selon informations arrivées par diverses voies au sujet situation en France, il est évident que le Parti est menacé de graves dangers de la part des manœuvres de l'occupant… Par conséquent, nous vous proposons la règle de conduite suivante :

1. Le Parti doit catégoriquement repousser et condamner comme trahison toute manifestation de solidarité avec les occupants.
2. Limiter tous rapports avec les autorités occupation strictement aux questions purement formelles et de caractère administratif.
3. Poursuivre les efforts pour obtenir la légalisation de la presse ouvrière et utiliser les moindres possibilités légales pour l'activité politique et la propagande.

4. Avisons la direction du Parti que Jacques est personnellement chargé de la responsabilité pour la réalisation inconditionnelle des indications présentes et invitons tous les membres de la direction avec maximum de fermeté, de responsabilité et discipline de fer et en exiger autant de tous les membres du parti. »
La conséquence du point 8 de la directive du 5 août sera la mise à l'écart de Tréand, partielle d'abord, puis totale et définitive à partir de la fin 1940. Ses attributions vont glisser progressivement sur Dallidet et Cadras.
Duclos est le principal rédacteur du tract connu sous le nom d'appel du 10 juillet 1940. À côté d'analyses tout à fait orthodoxes où sont mis en cause, en des termes virulents, tous les dirigeants de la Troisième République et les « ploutocrates » de Vichy, à côté des inévitables références à l'URSS, surgissent des évocations nationalistes qui appellent au redressement d'un peuple meurtri et humilié par une occupation ennemie :

« …La France encore toute sanglante veut vivre libre et indépendante… Jamais un peuple comme le nôtre ne sera un peuple d'esclaves et si, malgré la terreur, ce peuple a su, sous les formes les plus diverses, montrer sa réprobation de voir la France enchaînée au char de l'impérialisme britannique, il saura signifier aussi à la bande actuellement au pouvoir SA VOLONTÉ D'ÊTRE LIBRE. »

Il est clair que ce texte où l'on recherche vainement les simples mots « allemands » ou « nazis » ne saurait en aucun cas être considéré comme un acte de résistance à l'occupant, mais démontre simplement que parallèlement aux démarches de reparution légale de leur presse, les communistes étaient déterminés à conserver un dispositif technique leur assurant la diffusion d'une expression indépendante de toute censure. Il contient également des appels à l'indépendance nationale et à la constitution d'un « Front de la liberté, de l'indépendance et de la renaissance de la France» qui ne peuvent, selon les termes de Stéphane Courtois que gêner l'occupant.
Beaucoup plus lourde de conséquences que les pourparlers pour la reparution de l'Humanité, la confirmation de la politique de légalisation du Parti a pour conséquence les rafles d'octobre et novembre 1940, qui envoient quelques milliers de militants rejoindre leurs camarades emprisonnés par Daladier.
La police de Vichy lance son offensive en région parisienne à la fin du mois de septembre. Une première série d'arrestations touche trois cents militants parmi lesquels de nombreux responsables politiques ou syndicaux. D'autres rafles suivent dans le reste de la France. En s'ajoutant aux internés de 1939, ils seront ainsi entre dix et vingt mille élus et militants  à s'entasser dans différents camps dont le plus connu est celui de Châteaubriant. Dès octobre 1940 commence la période de clandestinité totale qui durera jusqu'en 1944.
En dehors de la région parisienne, les responsables sont pratiquement coupés de tout contact et sont conduits par conséquent à improviser une ligne politique en fonction de leurs convictions. À Bordeaux, le 17 juin au matin, alors que les Allemands s'approchent de la ville, un colonel tout juste promu général, Charles de Gaulle parvient à s'envoler pour Londres d'où il prononcera son célèbre appel du 18 Juin. Ce même 17 juin, à 12H30, Charles Tillon, après avoir écouté le message radiodiffusé du nouveau chef d'état Philippe Pétain, rédige un tract intitulé Peuple de France, dont la teneur est révélatrice des sentiments qui pouvaient animer un communiste indépendant, mais nullement marginal au sein du parti :
« … Mais le peuple français ne veut pas de l'esclavage, de la misère et du fascisme, pas plus qu'il n'a voulu la guerre des capitalistes. Il est le nombre, uni, il sera la force…
- Pour un gouvernement populaire, libérant les travailleurs, rétablissant la légalité du Parti communiste, luttant contre le fascisme hitlérien
Peuple des usines, des champs, des magasins et des bureaux, commerçants, artisans et intellectuels, soldats, marins et aviateurs encore sous les armes, unissez-vous dans l'action. »

Ce qui distingue essentiellement la littérature communiste de Bordeaux de celle diffusée à Paris, c'est un appel explicite à la lutte contre l'occupant fasciste. En Bretagne, Auguste Havez sera encore plus percutant, le 22 juin : 
« …Il n'y aura pas de répit avant d'avoir bouté les bottes hitlériennes hors de notre pays… »
Du côté de la jeunesse, la vie clandestine se met également en place. Les jeunesses communistes sont moins directement touchées par les consignes du Komintern, qui se soucie principalement de l'organisation du Parti. Cependant, leur appareil, moins organisé, a bien du mal à résister au passage à la clandestinité. Les premiers mois de l'occupation sont marqués par des actions principalement individuelles et locales, surtout chez les étudiants : distributions de tracts dans le quartier latin et organisation d'une presse (notamment La relève et L'université libre). C'est avec l'arrestation du professeur Paul Langevin, le 30 octobre 1940, que le mouvement jeune et étudiant commencera à se mettre en place : des étudiants communistes et gaullistes, parmi lesquels François Lescure, secrétaire national de l'UEC clandestine, Danielle Casanova, secrétaire générale de l'UJFF ou encore Francis Cohen, organisent une manifestation devant le Collège de France, où Langevin enseignait, le 8 novembre : les quelques dizaines de manifestants sont vite éparpillés. Mais ce premier rassemblement crée la rumeur dans le quartier latin ; de par des distributions de tracts clandestines et le bouche à oreille, la première manifestation publique contre l'occupant se déroule le 11 novembre 1940, sur les Champs-Élysées : elle regroupe un ou deux milliers de jeunes et étudiants. En représailles, des centaines d'arrestations sont faites parmi les étudiants, y compris François Lescure, et la Sorbonne sera fermée pendant plus d'un mois.

L'Humanité clandestine, numéro spécial, juin 1941.

#### Réorganisation du parti dans la clandestinité
Au début du mois de septembre, Tillon refuse de remettre à un envoyé de Tréand la liste des principaux dirigeants de la région et des planques utilisées pour le matériel, parce que c'était contraire aux règles de la clandestinité. Dans les mois qui suivent, des règles semblables s'imposent à tous les échelons du Parti.
L'incartade de Tillon ne fait pas obstacle à son avancement. Sur proposition de Frachon il devient au début de l'année 1941 le troisième membre d'un secrétariat dont le chef est Duclos.
Frachon a écrit dans l'Humanité, en 1970, qu'il avait fait remonter Tillon de Bordeaux pour s'occuper de la lutte armée. Mais à la fin de 1940 ou même au début de 1941, il n'est nullement question de lutte armée contre l'occupant. Les groupes d'OS qui ont été créés ici et là sont essentiellement un service d'ordre adapté à la clandestinité, donc armé quand il y avait des armes, destiné à protéger les militants et à punir les traîtres. Tillon ne sera vraiment intégré à la direction qu'au mois de mai 1941.
Au début de 1941, Félix Cadras, que Frachon avait laissé en zone sud avec Victor Michaut, est rappelé à Paris, pour assumer les fonctions de responsable à l'organisation, ce qui libère Arthur Dallidet d'une partie de son travail. L'Humanité clandestine paraît assez régulièrement, mais jamais plus d'une fois par semaine, et de ce fait des intellectuels comme le philosophe Georges Politzer ou le journaliste Gabriel Péri sont sous-employés. Duclos suffit amplement à remplir le recto verso hebdomadaire. Les effectifs du Parti à cette époque ne doivent pas dépasser quelques dizaines de milliers , dont quelques centaines de permanents qui vivent chichement mais touchent quand même leurs 2 000 ou 2 300 francs par mois. De par l'action de Jean Jérome et de Tréand, la plupart des caches qui abritent les différents trésors du Parti sont à nouveau sous contrôle.
À Paris, les Brigades spéciales anticommunistes du gouvernement de Vichy se font de plus en plus menaçantes. En mai 1941, à Paris, à la suite de l'interpellation de son agent de liaison, Jean Catelas (l'un des principaux responsables de l'organisation avec Dallidet et Cadras), puis Gabriel Péri et Mounette Dutilleul sont arrêtés. Deux mois plus tôt, le Parti a été décapité en zone sud avec la chute de Jean Chaintron et Victor Michaut. Le premier juillet 1941, le responsable de la région de Paris, André Bréchet tombe avec trente de ses camarades.

### 1941-1944: lutte armée et convergence avec de Gaulle
Le 22 juin 1941, à quatre heures du matin, l'Allemagne envahit l'URSS. À partir de cette date, Staline donne l'ordre aux communistes d'engager la résistance armée contre les nazis, devenus dans la nuit les ennemis de l'URSS. Les communistes s'engagent alors à lutter aux côtés de l'URSS ; c'est, alors, le seul parti français engagé dans la guerre en tant que tel. Le 21 août, sur le quai du métro Barbès, Pierre Georges, le futur colonel Fabien, décharge son 6.35 sur un officier de la Kriegsmarine, l'aspirant Moser. Il est d'usage de prendre cet événement comme point de départ de la lutte armée menée par le parti communiste contre les Allemands.
La vague d'attentats se prolonge jusqu'au mois de novembre et déclenche un processus de représailles consistant en l'exécution d'otages juifs ou communistes. L'escalade des représailles prit un caractère massif, le 22 octobre, avec la mise à mort de vingt-sept internés du camp de Chateaubriant, dont vingt-quatre militants communistes parmi lesquels le syndicaliste Jean-Pierre Timbaud et le jeune Guy Môquet, 17 ans, fils du député Prosper Môquet. Ce n'était pas la première fois que les Allemands fusillaient dans la France occupée, mais jusqu'alors les victimes avaient été reconnues coupables au regard de la loi allemande, alors que certains internés de Châteaubriant n'étaient coupables qu'au regard de la loi française, pour avoir perpétré des sabotages pendant la drôle de guerre.
Les premiers commandos de choc des communistes sont constitués à partir des Jeunesses communistes (JC) sous le nom de « Bataillon de la Jeunesse ». Lentement, à partir de fin 1941, mais surtout début 1942, les FTPF (francs-tireurs et partisans français) furent mis sur pied comme un mouvement de résistance armée structurellement indépendant du Parti. Pendant toute l'année 1942 les communistes et des représentants de De Gaulle se rapprochèrent. Il n'est sans doute pas indifférent que l'URSS ait dégagé la voie en engageant avec De Gaulle des pourparlers qui devaient aboutir en septembre 1942 à la reconnaissance du Comité national français comme représentant légitime de la France. Un Juif galicien, Michel Feintuch, alias Jean Jérome, joue un rôle de première importance pour que des Français rencontrent d'autres Français : il apprend que François Faure, fils de l'historien d'art Élie Faure avait partie liée avec la Résistance gaulliste. Il le rencontra en avril 1942 et lui demanda de faire savoir au général que la direction du PC était désireuse de débattre de sa forme de collaboration à l'organisation de la France libre. Finalement, les deux négociateurs, qui se rencontrent à plusieurs reprises sont Gilbert Renault, alias Rémy pour la France libre et, pour le PC, Georges Beaufils, adjoint, en quelque sorte, de Jean Jérôme. Ces contacts aboutissent d'abord à quelques échanges entre le BCRA, service de renseignements de la France libre et les FTP : armes contre renseignements. À partir du mois d'août, les contacts deviennent plus politiques : Beaufils rencontre Pierre Brossolette, qui, cette fois-ci représente De Gaulle et qui insiste pour que le Parti soit représenté à Londres.
Fernand Grenier, ancien député de Saint-Denis et évadé du camp de Châteaubriand un an plus tôt, est ainsi désigné par Duclos pour aller représenter le Parti à Londres auprès de De Gaulle. C'est en compagnie de Rémy que Fernand Grenier embarque à Saint-Aven sur un bateau de pêche au début du mois de janvier 1943.
Lorsque les Américains débarquent en Afrique du Nord, en novembre 1942, parmi les milliers d'internés dans les divers camps de détention très durs, un grand nombre de prisonniers politiques étaient des communistes,. Parmi eux, vingt-sept anciens députés, transférés en 1941 de la maison d'arrêt du Puy à Maison Carrée en 1941. Ils sont libérés par le Général Giraud plus de 2 mois après le débarquement américain, et certains d'entre eux feront partie de l'assemblée consultative que De Gaulle réunira pour la première fois en novembre 1943. Entre-temps, les communistes auront joué un savant jeu de bascule entre Giraud et De Gaulle, car si Staline a soutenu inconditionnellement De Gaulle alors que Roosevelt tentait de pousser Giraud en avant, les communistes français se gardent bien de donner trop de pouvoir à celui dont ils savent bien qu'il deviendra tôt ou tard un adversaire politique, et qui entend bien en 1943 rester le patron de la France combattante. Après de longues négociations, en avril 1944 François Billoux, ancien membre du bureau politique et Fernand Grenier sont commissaires au CFLN puis ministres lorsque le CFLN deviendra le gouvernement provisoire. Entre-temps, en octobre 1943 De Gaulle laisse venir André Marty de Moscou, mais refuse le retour de Thorez, pour cause de désertion.
Quand Jean Moulin est parachuté en France le 1er janvier 1942, il a pour mission d'unifier la Résistance intérieure sous l'autorité de De Gaulle. Pendant plus d'un an, son action concerne presque uniquement les mouvements non communistes. Il concentre son action tout au long de l'année 1942 sur l'union des trois principaux mouvements de résistance de la zone sud : Combat, Libération et Franc-Tireur. Il ne rencontrera pas de représentants du Parti ou des FTP avant le mois de mars 1943 lorsqu'il s'agira de constituer le Conseil national de la Résistance. Ces premiers contacts, avec André Mercier et Pierre Villon se placeront d'emblée sous le signe du rapport de forces,.
De leur côté, les communistes réactivent, à partir de novembre 1942, le Front national créé au printemps 1941. Pierre Villon (de son vrai nom Roger Ginsburger), un architecte alsacien qui avait eu des responsabilités au Komintern, en fut le principal dirigeant, mais dans la zone sud, Georges Marrane et Madeleine Braun ont couvert beaucoup de terrain pour rallier autour du Front national des populations ciblées dans les groupes de population qui n'étaient pas précisément réputées pour faire partie de la « clientèle » naturelle du Parti : médecins, musiciens, ecclésiastiques… Dans un contexte de clandestinité, il n'est pas très difficile pour le Parti de garder le plein contrôle du Front national, mais le recrutement dépasse largement le cadre des sympathisants du Parti. Les FTP, mouvement de résistance armée créé par les communistes est ensuite présenté comme l'émanation du Front national. À la même époque, sous l'impulsion de Jean Moulin, les trois mouvements de la zone sud fusionnent pour former les Mouvements unis de la Résistance (MUR) alors que les organisations militaires de ces mouvements formaient l'Armée secrète (AS). Pendant quelques mois, il est possible de défendre la position selon laquelle le Front national avait autant de légitimité que les MUR à fédérer la Résistance intérieure. Finalement, le Front national, ainsi que le PC et la CGT participent à la fondation du Conseil national de la Résistance le 27 mai 1943, mais les FTP restent indépendants de l'Armée secrète jusqu'au 29 décembre 1943, date de la création des FFI. En fait, les FTP conservent leur propre structure jusqu'à la Libération.
Les militants communistes jouent aussi un rôle déterminant dans la Résistance en France annexée.
La cohésion profonde des communistes, les années d'expérience de la clandestinité leur donne un avantage certain sur toutes les autres composantes de la Résistance et à partir du moment où ils se sont intégrés aux différentes instances de la Résistance intérieure, ils s'efforcent de tirer parti de ces avantages dans les jeux de pouvoir. Cependant, il ne faut jamais perdre de vue que quelles que soient les orientations prises par le Parti, qu'elles aient été décidées à Moscou ou dans le Hurepoix où résidaient les membres du secrétariat, la Résistance communiste, tout comme la Résistance non communiste n'ont pu exister que parce que des Français s'y sont ralliés sous forme relativement massive à partir de 1943. Que l'on considère les fusillés, les déportés, les titulaires de cartes de combattants de la Résistance, force est de constater que la part des communistes est importante.

#### Tandem Frachon-Duclos

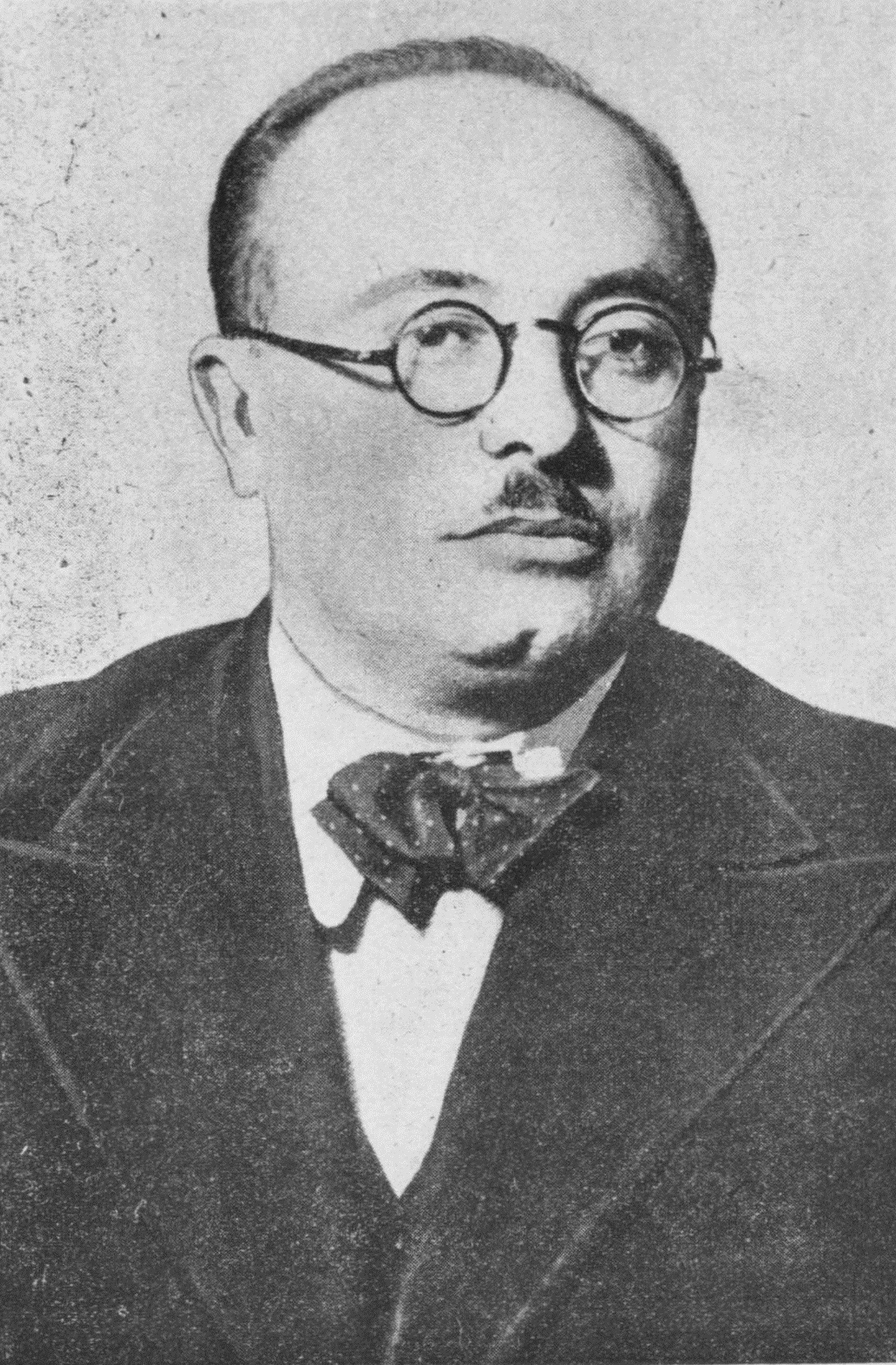
Jacques Duclos.

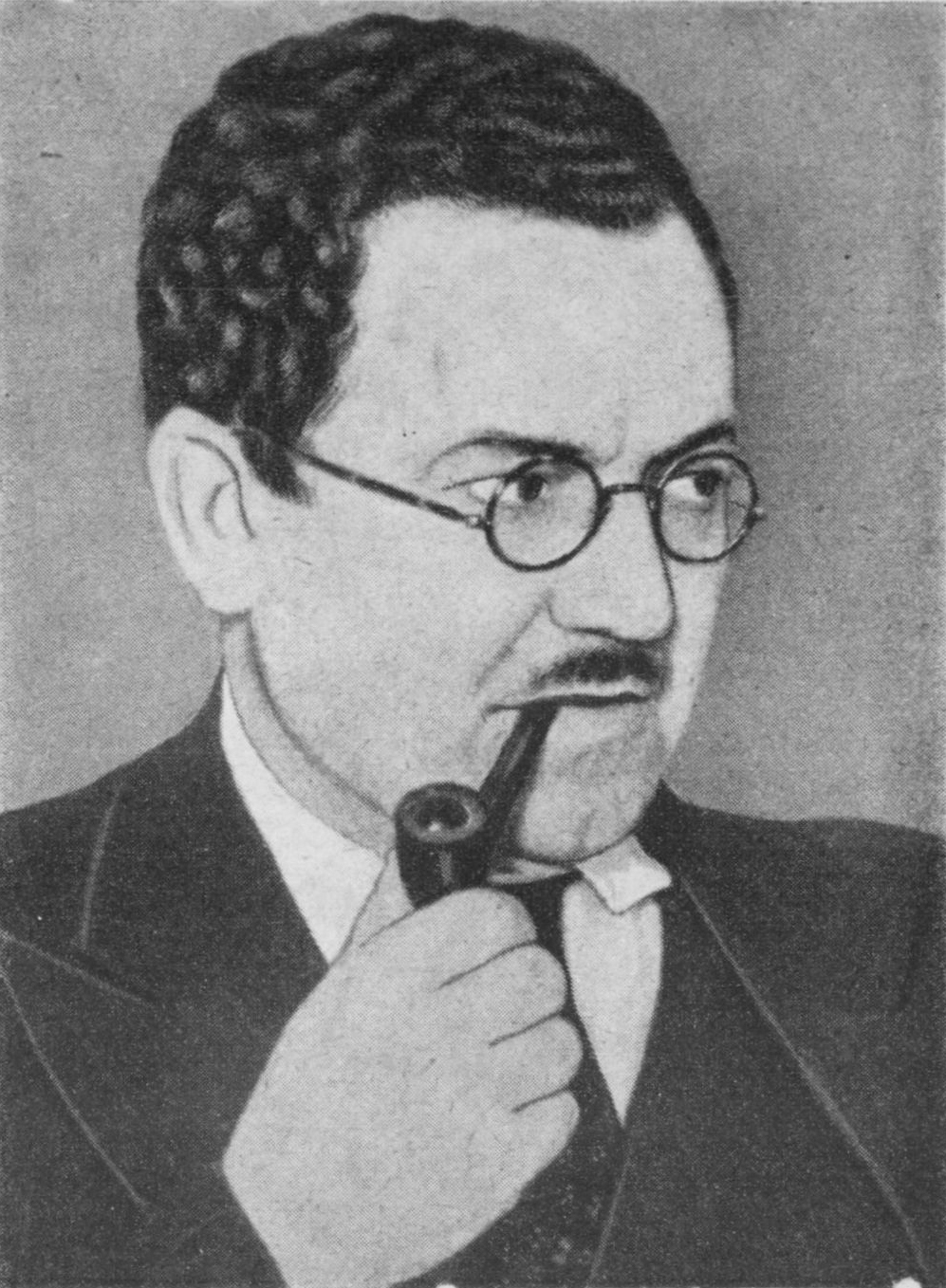
Benoît Frachon.

Le Parti est dirigé pendant la guerre par deux hommes : Jacques Duclos et Benoît Frachon. Charles Tillon (à partir de mai 1941) et Auguste Lecœur (à partir de mai 1942), participent également aux réunions à peu près mensuelles du secrétariat. En août 1940, Duclos est désigné par Moscou comme le numéro un, mais les rencontres entre Duclos et Frachon sont fréquentes et prolongées, ce qui rend possible l'influence de Frachon sur l'ensemble des décisions prises par Duclos. La relative autonomie des deux hommes s'inscrit dans le respect de la discipline vis-à-vis de l'Internationale communiste ou de l'URSS.
Paris et sa proche couronne étant devenues trop surveillées par la police, à partir de fin 1941, les trois membres du secrétariat s'installent en Seine-et-Oise, dans cette partie de l'actuelle Essonne que l'on appelle le Hurepoix : Tillon, d'abord, à Palaiseau puis à Limours, Duclos, à Villebon-sur-Yvette et Frachon à Forges-les-Bains.
Le couple Duclos-Frachon faisait déjà partie, avec Maurice Thorez et Eugen Fried du noyau dirigeant depuis le début des années 1930. Duclos est le chef, nommément désigné par le secrétariat de l'Internationale communiste le 5 août 1940. Benoît Frachon a probablement dominé intellectuellement le couple tout au long des années d'occupation. Quant à Fried et Thorez, ils sont, de fait, mis de côté : Fried, muté à Bruxelles au début des hostilités pour jouer un rôle de coordinateur sur toute l'Europe de l'Ouest, ne sert en fait que de boite aux lettres entre Moscou et Paris. Il est tué le 17 août 1943 au cours d'une perquisition de la Gestapo. Thorez, sans doute influent auprès de Dimitrov pour envoyer des directives au Parti français voit son rôle pratiquement anéanti lorsque devant l'avance de la Wehrmacht sur Moscou, en automne 1941, il doit se réfugier à Oufa, dans l'Oural.

#### Tillon, Lecœur et les autres
Il n'est pas possible ici de citer tous les hommes qui gravitèrent autour de la direction. Il en est cependant qu'on ne peut pas ignorer : Charles Tillon, coopté dès la fin de 1940 pour étoffer le secrétatriat, et qui, après quelques mois d'attente est chargé de mettre sur pied la lutte armée. Il sera le dirigeant des FTPF. Auguste Lecœur qui devient à partir du printemps 1942 le quatrième dirigeant, assiste aux réunions mensuelles du secrétariat et s'impose comme le grand chef d'orchestre de tout l'appareil du Parti. Arthur Dallidet, « responsable des cadres » jusqu'à son arrestation en février 1942, qui construit sur le terrain le Parti clandestin. Pierre Villon, d'abord chargé de superviser le Front national, puis de représenter celui-ci au sein du CNR et qui s'impose, après la disparition de Jean Moulin, comme l'homme fort du bureau permanent du CNR et de son émanation militaire, le COMAC. Jean Jérome, enfin, toujours proche de Duclos jusqu'à son arrestation en avril 1943, qui est non seulement le grand argentier du Parti, mais qui s'implique aussi bien dans la création du Front national que dans les premiers contacts avec la France libre. En zone sud, Georges Marrane et Raymond Guyot à partir de janvier 1942 ont joué un rôle de première importance.
Cinq ans de fonctionnement dans la clandestinité, sans aucune perte en ce qui concerne le premier cercle du secrétariat, en maintenant du début à la fin une communication à la fois avec Moscou et avec les différentes instances régionales et catégorielles du Parti, représente un cas unique dans l'histoire de la Résistance.

#### Appareil clandestin centralisé et morcelé
Il convient cependant de se poser la question sur le pouvoir effectif exercé par cette direction. La réponse est nuancée : d'un côté, le Parti reste centralisé, les militants acceptent la discipline encore plus facilement dans la tempête. D'un autre côté, la clandestinité pousse vers un cloisonnement qui induit naturellement des tendances locales autonomistes. Par exemple, Duclos ne connait pas grand-chose de la vie des FTP, mais Tillon ne connait pas grand-chose de la vie des FTP en zone sud qui sont rattachés directement à Duclos. Mais la direction des FTP en zone sud ne sait pratiquement rien de ce qui passe dans le plus grand maquis sous contrôle communiste, celui du Limousin dirigé par Georges Guingouin. Les FTP étrangers, de la MOI dépendent également directement de Duclos.
La diffusion de la Presse reste très centralisée, malgré la multiplication de bulletins spécialisés. Une fois par trimestre, les cadres du Parti reçoivent La vie du Parti, une trentaine de pages dans lesquelles il est très facile pour les cadres locaux de puiser de la matière pour en faire plusieurs tracts locaux. L'Humanité clandestine est tirée, dans l'imprimerie de Gometz-la-Ville à un nombre restreint d'exemplaires pour y être diffusée dans les régions, où ils sont reproduits en grand nombre avec les moyens spécifiques. La plupart des groupes FTP ne reçoivent du Centre guère plus que leur organe de presse, France d'abord, et des fascicules techniques, portant par exemple sur les différents types d'armes utilisées par les armées allemande et française. Il est hors de question qu'un maquis installé dans le Jura ou le Massif central puisse être piloté directement par la Commission militaire nationale (CMN) qui se réunit régulièrement près de Palaiseau.
À partir de juin 1941 où il n'est plus possible de communiquer au travers des ambassades soviétiques de l'Europe allemande, Duclos est en contact radio à peu près permanent avec les Soviétiques. Dans un premier temps tous les messages transitent par Bruxelles, c'est-à-dire par Fried, des cheminots en assurant le transport. Par la suite, les liaisons radios ne furent jamais directes avec Moscou, mais transitaient par l'ambassade soviétique de Londres. Les opérateurs radio étaient souvent des anciens de France Navigation, flotte créée par l'IC et le PC au moment de la guerre d'Espagne. Il arrive qu'ils communiquent entre eux, mais d'une façon générale, les radios sont strictement réservées aux liaisons avec les Soviétiques ou les Britanniques. Les liaisons intérieures se font d'homme à homme par le train, ce qui implique des délais d'au moins une semaine entre une question et une réponse, avec de très fréquentes pertes de contacts avec tel ou tel, qui peut durer plusieurs semaines. À partir de la chute de Trepper (Voir Orchestre rouge), début 1943, le même réseau de radios, celui du PCF, fut partagé par le Parti et les services soviétiques.

#### Attitude de Thorez
La dissolution de l'Internationale communiste (IC ou Komintern), en mai 1943 est décidée par Staline pour rassurer ses alliés britannique et américain. Les répercussions pratiques furent insignifiantes, mais la nouvelle provoqua un certain choc chez tous les militants et dirigeants : le PCF s'appelait officiellement Section française de l'Internationale communiste, et c'était une source de fierté pour les communistes d'être affiliés à une internationale. Lorsque le Parti se construisit une histoire de cette période, l'occasion fut saisie d'utiliser cette dissolution pour refaire la biographie de Maurice Thorez qui était à Moscou depuis la fin 1939 : selon la version officielle, Thorez aurait quitté le territoire national à ce moment-là pour aller à la réunion de dissolution de l'Internationale.

#### Grève du bassin minier
La grève des houillères du Nord, en mai-juin 1941, est le plus grand mouvement revendicatif des années d'occupation. Antérieure à l'attaque hitlerienne du 22 juin 1941 contre l'URSS, elle est animée par les communistes au premier rang desquels se trouvent Auguste Lecœur. La quasi-totalité des effecifs du bassin minier, environ 100 000 mineurs se mettent en grève sur la base de revendications classiques d'augmentation des salaires et d'amélioration des conditions de travail. Les Allemands eux-mêmes doivent organiser la répression pour faire cesser la grève. Des dizaines de supposés meneurs sont déportés.

#### Guingouin et maquis du Limousin
Le maquis de la Haute-Vienne, dirigé par Georges Guingouin est l'exemple le plus significatif du développement du Parti dans certaines régions françaises. Instituteur de 27 ans en 1940, Guingouin sitôt démobilisé réorganise son ancien « rayon communiste » et devient responsable de la Haute-Vienne dans le parti clandestin. Il prend le maquis vers le début de l'année 1941 à une époque où cette pratique n'est pas courante, ni chez les communistes, ni chez aucune mouvance de la Résistance balbutiante. C'est un des quelques cas de responsables communistes français qui se sont résolument engagés dans la résistance bien avant l'annonce de l'opération Barbarossa. Guingouin est surnommé le « préfet du maquis » car il parvient à contrôler partiellement certaines zones de son secteur. En 1944, la Haute-Vienne est le département qui compte le plus grand nombre de résistants armés, soit environ 8000 hommes. Peu discipliné vis-à-vis de la direction communiste en zone sud représentée par Léon Mauvais, Guingouin reçoit la capitulation sans conditions des forces allemandes occupant Limoges, le 21 août 1944. Promu au grade de lieutenant-colonel FFI, Guingouin est grièvement blessé dans un accident de voiture en novembre 1944. Par delà le cas particulier du maquis du Limousin, le Parti s'est surtout développé au sud, mais la direction du Parti était au nord.
Selon des sources d'historiens, s’il y eut des exécutions décidées par le maquis dans le Limousin et dans le Vercors, plus proches d'une quinzaine de cas, dans chacune de ces deux régions, sur une période allant du printemps 1943 à la Libération et aux motifs liés au contexte de guerre et dont le traitement journalistique a fait l'objet de procès en diffamation.

#### Engagement des Francs-tireurs et partisans - Main-d'œuvre immigrée
Les étrangers jouent un rôle primordial dans l'histoire du Parti pendant la guerre. De nombreux étrangers immigrés en France avant la guerre pour des raisons politiques ou économiques, sont communistes, ce qui ne pose guère de problème pour un parti internationaliste où la section française n'est qu'une parmi d'autres dépendant de l'IC (Internationale communiste ou Komintern). Les différentes sections des MOI (Main d'œuvre immigrée) sont regroupées par nationalité et ne dépendent pas directement du parti français. Certains étrangers ont des responsabilités auprès du PCF, comme Eugen Fried, qui est son tuteur, mais aussi Allard-Cerreti, un Italien, ou Jean Jérome, juif polonais immigré que l'on considère comme le grand argentier du Parti entre 1939 et la fin des années 1960. Des Français, comme Jacques Duclos ou André Marty ont également des responsabilités dans l'Internationale et sont amenés à encadrer des partis frères.
Les différents groupes MOI sont particulièrement déterminés dans la lutte contre l'occupant, parce qu'ils n'attendent aucune clémence de la part des Allemands, ou parce que le régime de Vichy ne leur laisse guère de choix en dehors de la clandestinité et de l'internement. Parce qu'ils dépendaient directement du Komintern, par l'intermédiaire de Duclos, on a souvent pensé que c'étaient eux que l'on envoyait en première ligne lorsque venait l'ordre de Moscou d'intensifier le combat, alors que les groupes français étaient beaucoup plus insérés dans une dynamique nationale. À Paris, Joseph Epstein, alias colonel Gilles est un responsable des FTP MOI. On lui confie également la responsabilité des combattants FTP de l'ensemble de la région Parisienne où la formation de véritables commandos de quinze combattants permet de réaliser un certain nombre d'actions spectaculaires, qui n'auraient pas été possibles avec les groupes de trois qui étaient la règle dans l'organisation clandestine depuis 1940. De juillet à octobre 1943, il y a ainsi à Paris une série d'attaques directes contre des soldats ou des officiers allemands. Ces commandos sont de plus en plus constitués d'étrangers de la MOI. Le groupe de Missak Manouchian est le plus célèbre. Des maquis MOI ont également joué un rôle de première importance dans la zone Sud, par exemple pour la libération des villes de Lyon et de Toulouse.

#### Libération de la Corse
En Corse, le Front national, grossi des résistants venus d’autres groupes démantelés par la répression italienne, s’est affirmé comme le principal interlocuteur de la France libre. Dans la nuit du 8 au 9 septembre 1943, il appelle à l'insurrection armée, « partout et sans délai ». Les combats, dans lesquels les résistants insulaires reçoivent très vite le renfort des troupes envoyées d’Alger par le CFLN, aboutissent à faire de la Corse le premier département libéré de la France métropolitaine.
Les communistes corses tirent un prestige considérable de leur rôle dans cette libération. Dès la fin de l'année 1943, ils disposent dans l’île d'une influence politique majeure : ils contrôlent la préfecture et 260 municipalités sur 320. À Pietracorbara, village du Cap Corse, et en Balagne, sur les terres de latifundia, des militants locaux prennent l’initiative d’expérimenter la création de kolkhozes, tentative unique dans l’histoire d’un parti qui s’est plutôt fait le défenseur de la petite propriété paysanne. Rapidement, la direction, alors à Moscou et plus soucieuse de reconnaissance officielle que de révolution sociale, enjoint aux cadres nationaux, « au nom de Thorez, de mettre fin à ces déviations gauchistes qui versent de l’eau au moulin de la réaction et des hitlériens ». La délégation algéroise du comité central doit elle-même s’employer à y mettre bon ordre. 
En 1946, le parti compte en Corse près de 10 000 membres, pour guère plus de 400 avant la guerre. De Gaulle décide alors, pour reprendre la main, de favoriser le retour en grâce des anciennes gloires politiques insulaires.

#### Fabien et Libération de Paris
Fabien, après avoir abattu un officier allemand à la station de métro Barbès, vient à connaitre l'univers des FTP : la guérilla urbaine dans Paris, les maquis dans le Doubs, les déraillements de trains dans le Pas-de-Calais… Dénoncé, il est traqué, blessé à la tête mais parvient à échapper à ses poursuivants, reprend les opérations de résistance, est arrêté, torturé, interné à Fresnes mais parvient à s'évader avant d'être déporté. En revanche, son père et son beau-père sont fusillés.
Le 24 août 1944, dans Paris insurgé, âgé de 25 ans et ayant pris du grade, il dirige l'attaque du palais du Luxembourg qui abrite l'état-major de la Luftwaffe, protégé par d'énormes blockhaus. Le palais est trop bien défendu pour les assaillants, qui ne disposent que d'armes légères.
La nouvelle parvient à Fabien que trois chars de Leclerc sont arrivés en éclaireurs à Notre-Dame. Renseigné sur le moyen de joindre Leclerc, il envoie un émissaire à Thiais, et Leclerc met sept chars à sa disposition. Le lendemain, Fabien prend le palais du Luxembourg avec les compagnies FTP du 5e, 6e, 13e et 15e arrondissements et les sept chars de Leclerc. Au même moment, un autre ancien des brigades internationales communistes, Henri Rol-Tanguy, dit Rol, chef des FFI de l'Ile-de-France, reçoit avec Leclerc la reddition du général Von Choltitz, grâce à laquelle Paris n'aura pas connu le même sort que Varsovie, littéralement rasée et écrasée avant d'être libérée. Plus d'un millier de résistants, FFI ou civils, meurent quand même au cours de l'insurrection de la capitale.
Pour terminer sa soirée, Fabien se rend au 44 de la rue Le Pelletier, ancien siège du Parti, reconquis les jours précédents par Camphin et Ballanger, et où convergent tous les responsables du Parti.

## 1944-1964: de la Libération à la mort de Thorez

### 1944-1947: Libération et tripartisme

#### Apogée du parti
Le parti sort de la guerre plus fort qu'il n'a jamais été, sa popularité s'accroit. Le nombre d'adhésions s'envole vers des sommets jamais atteints, 370 000 adhérents en décembre 1944, 800 000 à la fin de 1946. Sur le plan électoral, second derrière le MRP aux élections de juin 1946, il prend la première place en novembre de la même année, avec 28,6 % des suffrages, à comparer à 15,3 % obtenus aux législatives de 1936. De Gaulle démissionne en janvier 1946. Les communistes participent aux différents gouvernements jusqu'en mai 1947, en obtenant une participation plus substantielle que leurs deux fauteuils du gouvernement provisoire. Tillon est ministre, sans interruption, de septembre 1944 à mai 1947, d'abord ministre de l'Air, puis de l'Armement, enfin de la Reconstruction. Thorez, d'abord ministre de la Fonction publique, termine sa carrière gouvernementale comme vice-président du Conseil après avoir raté de peu l'investiture pour la première place. Marcel Paul est ministre de la Production industrielle de novembre 1945 à novembre 1946 et Ambroise Croizat ministre du Travail. Les noms de ces deux syndicalistes CGT sont attachés l'un aux nationalisations de l'énergie, l'autre à la création de la sécurité sociale.
Aux côtés du parti, les organisations de masse qui lui sont liées connaissent elles aussi leur apogée. Ainsi des Jeunesses communistes devenues en 1945 Union de la jeunesse républicaine de France, plus grand groupe politique de l'Histoire de France (250 000 adhérents).
En fait, si l'on y regarde de près, il n'y a pas seulement un progrès quantitatif, mais une mutation profonde du Parti. Essentiellement ouvrier avant-guerre, il sort de la période d'occupation avec une implantation nationale. La nouvelle place qu'il prend dans le paysage politique français ne varie plus guère dans les 40 ans qui suivent la Libération.

#### Mutations du parti
On réalise les mutations sociologiques opérées par le Parti en considérant les cartes d'implantation des adhérents et de résultats aux élections en 1938, 1947 et 1981. En 1938, les zones de forte implantation correspondent, en gros aux fortes implantations ouvrières, alors qu'en 1947, on voit une implantation dans certaines zones rurales. Les zones d'influence du PCF après la guerre dessinent, en creux, la carte de pratiques religieuses (établies par le chanoine Boulard, dans les années d'après guerre) dont on sait qu'elles sont révélatrices du plus grand invariant politique du paysage politique Français. Les zones d'influence du PCF sont restées plus stables entre 1945 et 1981 qu'elles ne le furent entre 1938 et 1945.
Les zones rurales dans lequel le PCF obtient son meilleur score sont celles qu'Emmanuel Todd associe à la famille communautaire, c'est-à-dire un système anthropologique familial dans lesquelles relations entre parents et enfants, ou celles entre frères, sont de type autoritaire. Ce sont aussi les zones dans lesquelles le nombre de pratiquants catholiques est le plus faible. Autrement dit, le PCF s'est coulé dans le paysage politique traditionnel. L'implantation dans le milieu ouvrier est encore importante, mais ce n'est plus la dominante.

#### Comparaisons historiques
Le tableau de coefficients de corrélations ci-dessous a été établi dans l'espace des départements français. Lorsqu'on fait les mêmes calculs dans l'espace des communes d'un même département, on obtient des résultats beaucoup plus sociaux, beaucoup moins historiques. Ce tableau, donc, fait ressortir que le PCF de 1947 est plus proche de celui de 1981 que de celui de 1938. Il fait ressortir également la forte proximité qui existe entre le vote communiste et la déchristianisation.
|               | Adh 38 (%) | Adh 47 (%) | Vote PCF 45 (%) | Marchais 81 (%) | Prat. relig. |
| ------------- | ---------- | ---------- | --------------- | --------------- | ------------ |
| Adh 38 (%)    | 1.00       | 0.39       | 0.59            | 0.48            | -0.36        |
| Adh 47 (%)    | 0.39       | 1.00       | 0.74            | 0.72            | -0.53        |
| PCF 45 (%)    | 0.59       | 0.74       | 1.00            | 0.75            | -0.58        |
| March. 81 (%) | 0.48       | 0.72       | 0.75            | 1.00            | -0.57        |
| Prat. relig.  | -0.36      | -0.53      | -0.58           | -0.57           | 1.00         |

#### Un parti de fonctionnaires?
En 1947, le PCF est d'abord le parti du secteur public. Cela s'explique par l'évolution du statut des différents corps de métier qui obtiennent, à la faveur des nationalisations, des statuts spécifiques : la Régie Renault, les Charbonnages de France, la SNCF, EDF-GDF, les banques et les assurances. La reconnaissance par les ouvriers des secteurs nationalisés du rôle des ministres communistes Marcel Paul, Ambroise Croizat, François Billoux, dans les améliorations de leurs conditions de travail et de vie explique cet attrait et cette adhésion au PCF. Parallèlement et dans un même mouvement, le PCF rétablit pour une longue durée son hégémonie sur le principal syndicat ouvrier, la CGT. En fait, c'est tout le monde communiste qui s'insère lentement et durablement dans le secteur public et ce qu'on appelle « l'aristocratie de la classe ouvrière ». Philippe Buton fait remarquer que chez Renault, le Parti qui comptait 7 675 communistes encartés en 1937 sur un total de 33 000 ouvriers, n'en compte plus que 1750, en 1946 sur un total de 21 000 ouvriers.
La nomination de Maurice Thorez comme ministre de la fonction publique est tout à fait emblématique. Fin 1944, à son retour de Moscou, il avait remis les ouvriers au travail pour reconstruire la France. Ce sont les fonctionnaires qui font grève au printemps 1946 et se voient accorder en octobre le statut de la fonction publique élaboré par Thorez, et qui leur accorde, officiellement, cette fois-ci, le droit de grève qu'il avait paru tout à fait naturel de leur refuser jusque-là, comme on le refusait aux militaires. L'article 32 de ce statut prévoit que la rémunération minimum du fonctionnaire doit être égale à au moins 120 % du minimum vital : l'objectif étant de préserver les agents publics de la corruption et des pressions politiques abusives de l'époque.
Anticapitaliste par définition, le PCF se trouve en résonance de façon tout à fait exceptionnelle avec son époque. Les communistes n'ont pas eu besoin de noyauter le CNR pour lui faire préparer un programme de nationalisations: depuis la crise économique des années 1930, la conviction que l'État doit mener la politique économique et industrielle de la nation est fortement implantée dans l'ensemble de la classe politique. Le programme de la révolution nationale lui-même avec ses accents corporatistes et protectionnistes proposait une refonte de l'économie.
« Dans son grand discours du 12 octobre 1940 sur la politique sociale, le maréchal Pétain dénonce le capitalisme importé de l'étranger, qui s'est dégradé pour devenir un "asservissement aux puissances d'argent", et il promet un "régime social hiérarchisé" qui "garantira la dignité du travailleur jusque dans sa vieillesse » (discours écrit par Gaston Bergery). La Loi du 18 septembre 1940 avait accru la responsabilité du président d'une société en cas de faillite et interdisait de cumuler plus de deux postes de direction.

### 1944-1953: le PCF jusqu'à la mort de Staline
Déjà solidement implanté dans les organes dirigeants de la Résistance (CNR, MUR, FFI, COMAC), le PCF participe à l’élaboration du programme du CNR.
En janvier 1944, les milices patriotiques sont créées. Il dispose, avec les comités locaux de Libération, d’une présence et de relais en tout point du territoire. Enfin, la situation lui est en partie favorable, là où les anciens maquis rouges lui donnent un poids considérable face à l'autorité d'un gouvernement provisoire très fraîchement mis en place.
Mais l’insurrection ne démarre pas : la population ne suit pas, et le PCF doit abandonner l’idée d’une prise du pouvoir par la force. De plus, l'aspiration à la paix et à l'union de tous les Résistants est partout très forte, y compris chez les résistants communistes. Peu avant son départ de l’URSS, Maurice Thorez rencontre une nouvelle fois Staline, qui l’appelle à « cacher les armes », à rassembler autour du PCF et à écarter de Gaulle de la vie politique. Le retour négocié de Thorez le 27 novembre 1944, la dissolution par de Gaulle, le lendemain, des milices patriotiques, finalement acceptée par le parti, marquent le passage à une tactique électorale. Thorez prêche la bonne parole au sein de la classe ouvrière pour la bataille de la production. Il est, fin 1945, vice-président du Conseil, dans le dernier gouvernement présidé par de Gaulle. Les communistes participent à tous les gouvernements jusqu'en mai 1947.
Par la suite, plusieurs facteurs contribuent à la rupture : la guerre d'Indochine contre la République démocratique du Viêt Nam proclamée le 2 septembre 1945 est aggravée par le bombardement de Haïphong le 23 novembre 1946 et ses nombreuses victimes civiles. Cette situation est combattue par le PCF sur fond de plongée inexorable dans la guerre froide, tandis que la situation sociale se dégrade rapidement, avec les grèves de 1947 en France, chez Renault, le 25 avril, puis dans les mines et la métallurgie en novembre et décembre.
Les députés refusant de voter la confiance au gouvernement, le président du conseil Ramadier révoque les ministres communistes le 5 mai 1947. Les communistes participent à plusieurs vagues de manifestations et grèves. En décembre, certaines donnent lieu à des débordements, qui font craindre une situation insurrectionnelle: le 3 décembre 1947, 15 sabotages sont effectués, dont une partie sur des voies ferrées, provoquant 7 déraillements. Dans la nuit du 2 au 3 décembre, le déraillement du train postal Paris-Tourcoing à Arras (Pas-de-Calais), fait 20 morts.
Entre-temps, la conférence de Szklarska Poręba a réuni 9 PC européens en Pologne en septembre 1947 devant le représentant soviétique Jdanov, qui a exigé des délégués français Duclos et Fajon l'autocritique du PCF pour avoir, selon lui, participé trop longtemps au gouvernement.
Ensuite, absents de tous les gouvernements de la IVe jusqu'à sa fin en 1958, les communistes se replient, au niveau national, sur leurs bastions des municipalités ouvrières, et au niveau international, sur le mouvement communiste stalinien, ce qui ne les empêchent pas de recueillir l'adhésion ou la sympathie d'un grand nombre d'intellectuels parmi lesquels Picasso, Aragon et Éluard. Par ailleurs, depuis la scission de FO en 1947, ils sont plus que jamais majoritaires à la direction de la CGT, autour du communiste Benoit Frachon.
À la direction du PCF, Maurice Thorez est toujours secondé par Jacques Duclos, mais, comme pendant la guerre, il effectue de nombreux et longs séjours en URSS, cette fois pour se faire soigner des crises d'hémiplégie. De 1950 à 1953, Duclos prend à nouveau les rênes en son absence. Jeannette Vermeersch, femme de Thorez occupe un rôle de plus en plus important. L'étoile montante est Auguste Lecœur, considéré comme le dauphin de Thorez, jusqu'à son éviction progressive à partir du retour de Thorez en mars 1953, puis son exclusion brutale en 1954-1955. Dès 1952, deux autres dirigeants célèbres, André Marty et Charles Tillon sont brutalement écartés du bureau politique. En l'absence de Thorez, c'est Duclos qui exécute l'opération, avec le concours de Léon Mauvais qui préparait un dossier depuis plusieurs mois.
Durant toute la période de la guerre froide, le PCF reste inconditionnellement inféodé à l'URSS. La lutte contre l'impérialisme américain est hissée aux toutes premières places des priorités du Parti, devant l'opposition à la guerre d'Indochine et le réarmement allemand (CED). Ainsi, la manifestation contre Ridgway en 1952, qui sera l'une des plus dures de l'après-guerre, illustre la conviction chez de nombreux communistes de l'imminence d'une guerre voulue par les États-Unis. Le PCF doit faire face à la déstalinisation qui commence aussitôt après la mort de Joseph Staline en mars 1953, alors qu'au début des années 1950 avait culminé une phase de stalinisation, marquée par l'éviction de grands résistants et une forme de culte de la personnalité, illustré par la réédition des mémoires hagiographiques de Maurice Thorez en 1950. Malgré la déstalinisation, le culte de Staline reste célébré quelques années dans l'ensemble de la presse communiste française, qui découvrira le "rapport Khrouchtchev", non publié, par la bande.

### 1953-1964: avènement de Khrouchtchev et dernières années de Thorez

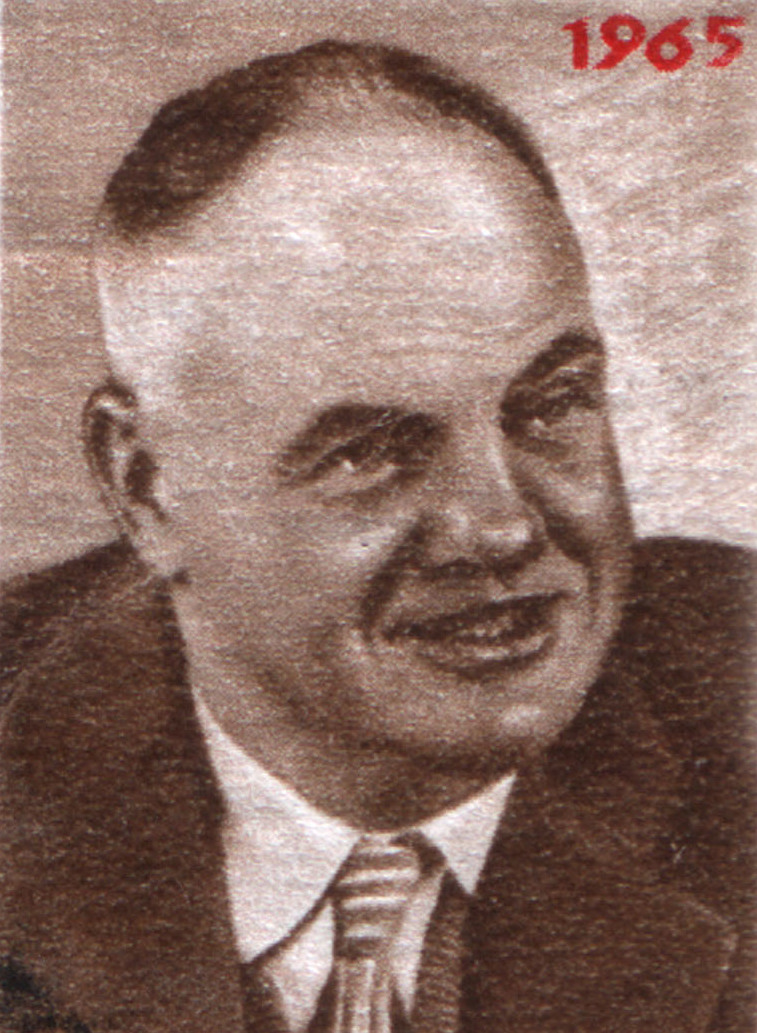
Timbre soviétique à l'effigie de Maurice Thorez, 1965.

La mort de Staline, le 5 mars 1953, entraîne un lent dégel. Ses successeurs, parmi lesquels se détachera Khrouchtchev, ne vont pas tarder à remettre en cause non seulement le culte de la personnalité dont Staline avait été l'objet, mais aussi ce qu'il est convenu d'appeler les crimes de Staline, c'est-à-dire le système concentrationnaire connu plus tard sous le nom de goulag. Contrairement au Parti communiste italien, les dirigeants du PCF refusent pendant longtemps, jusqu'en 1958 au moins, de révéler aux cadres du parti ce que leur ont appris les nouveaux dirigeants soviétiques sur le goulag et de remettre en cause l'image de Staline. On a pu dire que la remise en cause de l'image de Staline aurait pu entraîner celle de Thorez dont le culte avait toujours été célébré en même temps que celui de Staline.
En 1956, le PCF apporta cependant tout son soutien à l'URSS lors de la répression menée contre l'insurrection anti-soviétique en Hongrie. De nombreux intellectuels français commencent à se détacher du parti français, qu'ils en soient adhérents, comme Edgar Morin ou compagnons de route comme Jean-Paul Sartre. Le PCF reste cependant solidement implanté dans la classe ouvrière et dans les nouvelles couches qu'il a su conquérir à la Libération.
Toujours en 1956, le PCF suit une orientation d'« unité nationale » et vote, avec d'autres partis, les pouvoirs spéciaux à Guy Mollet — ce dernier ayant (sans succès) tenté d'établir une majorité parlementaire pour obtenir, d'après ses dires, une ligne plus libérale en Algérie. Guy Mollet applique par la suite une politique de répression durant la guerre d'Algérie, suscitant les critiques du PCF. Ces accusations, venant après le soutien inconditionnel du Parti lors de l’intervention soviétique à Budapest, tombent alors largement dans le discrédit. Cette année aux législatives, le PCF obtient 25,36 % des suffrages et 150 députés.
En 1958, le retour au pouvoir de De Gaulle, plébiscité par de nombreux Français, qui espèrent que l'ancien fondateur de la France libre saura trouver une issue à la guerre d'Algérie, contribue à l'affaiblissement et à l'isolement du PCF. Aux législatives de novembre, les candidats du parti obtiennent 19,2 % des voix (contre 25,9 % en 1956 et 28,2 % en 1946) et seulement 10 candidats sont élus députés. À cette époque, le parti qualifie de Gaulle d’« homme des factieux d’Alger », dont la politique « néo-colonialiste » sert les intérêts du « grand capital ».
Au sein du parti, avec les étudiants communistes, de nombreux militants et cadres commencent à mettre en cause la position d'isolement du parti. Laurent Casanova, proche de Thorez dont il avait été secrétaire avant la guerre, va assez loin dans ce sens avec le soutien de Khrouchtchev. Thorez résout le problème en négociant avec Khrouchtchev son soutien inconditionnel aux Soviétiques dans le mouvement communiste international. En mai 1961, au XVIe Congrès du parti, Casanova est évincé du bureau politique et du comité central avec Marcel Servin et d'autres dirigeants.
À ce même XVIe congrès, Thorez fait promouvoir au bureau politique et au secrétariat un certain Georges Marchais. Le parti réoriente la ligne politique adoptée à son congrès de 1959, en estimant que le régime gaulliste représente le « pouvoir des monopoles ». Dès lors, il estime que peut exister une alliance de ceux qui s'opposent au « capitalisme monopoliste d'État ». Dans les années 1960, le maoïsme commence à séduire un certain nombre de français. Aux législatives de 1962, le PCF obtient 22 % des suffrages et 40 députés. À l'élection présidentielle de 1965, le PCF soutient le candidat unique de la gauche François Mitterrand (44,80 % des voix au second tour). En 1966, des trotskystes comme Alain Krivine qui pratiquaient l'entrisme sont exclus de l'UEC, et créent la Jeunesse communiste révolutionnaire.
Maurice Thorez décède le 11 juillet 1964. Waldeck Rochet lui succède. La période entre 1964 et 1970 peut être qualifiée de transition, avec Waldeck Rochet affaibli par la maladie à partir de 1969.

## Le PCF après 1968
Durant les événements de Mai 68, le PCF est d'abord hostile au mouvement étudiant : Marchais écrit dans L'Humanité du 3 mai un article intitulé « De faux révolutionnaires à démasquer », où il s'en prend par exemple à « l'anarchiste allemand Cohn-Bendit ».
En juin 1968, le PCF imprime une affiche en revendiquant d'avoir « été le seul, dès le début, à dénoncer publiquement les agissements, les provocations et les violences des groupes ultra-gauchistes, anarchistes, maoïstes, ou trotskystes, qui font le jeu de la réaction ». En 1967, Les Éditions sociales publient un livre préfacé par Étienne Fajon, du correspondant de L'Humanité en Chine, Jean-Émile Vidal, qui se livre à une critique en règle de la révolution culturelle en cours. Elle est considérée comme un substitut au stalinisme : nouveau culte de la personnalité encore plus fort que le précédent, fanatisation politique et militarisation de groupes de jeunes dans le but de frapper des militants gênants pour Mao Zedong et Lin Biao, du Parti communiste chinois.
Aux législatives de 1968, le PCF obtient 20 % des voix et 34 députés, devançant la FGDS qui obtient 16,5 % des voix.
Toujours en 1968, la répression par l'URSS du Printemps de Prague voit le PCF se démarquer de la politique soviétique. Le parti désapprouve, en effet, l'intervention de l'armée sans pour autant la condamner fermement. Cette ambiguïté l'éloigne d'un certain nombre de militants, en particulier des cercles intellectuels qui lui étaient restés favorables.
Lors de l'élection présidentielle de 1969, Jacques Duclos, récolte 21,23 % des voix, à deux points du candidat centriste Alain Poher, qualifié pour le second tour. Ce score, considéré comme excellent, confirme la suprématie du PCF au sein de la gauche, qui devance largement les autres candidats, de la SFIO (Gaston Defferre), du PSU (Michel Rocard), des Radicaux-socialistes indépendants (Louis Ducatel), et de la LC (Alain Krivine).

### 1970-1981: programme commun, abandon du modèle soviétique et amorce du déclin

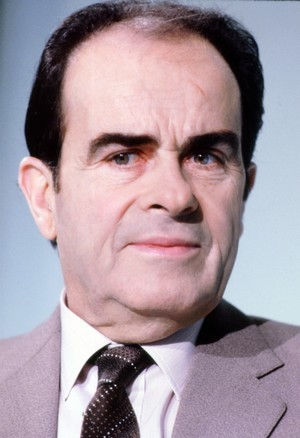
Georges Marchais.

En 1970, Waldeck Rochet se met en retrait de la direction du parti pour cause de maladie. Il sera remplacé, deux ans plus tard, par Georges Marchais. Ce dernier veut redresser le parti qui stagne autour de 20 % depuis 1958 et faire accéder la gauche au pouvoir. Il signe donc en 1972, le Programme commun d'Union de la gauche avec le nouveau Parti socialiste tout juste créé. Aux législatives de 1973, le PCF obtient 21,34 % des voix, un score insuffisant pour Georges Marchais alors que le PS le talonne en obtenant 19,18 %.
En 1974, la parution en France de L'Archipel du Goulag d'Alexandre Soljenitsyne, alimente le débat sur la situation des pays communistes et en particulier durant la période stalinienne. À l'élection présidentielle, François Mitterrand, s'impose comme le candidat de l'Union de la gauche. Celui-ci échoue de peu (49,19 % des voix), face à Valéry Giscard d'Estaing.
Aux cantonales de 1976, pour la première fois depuis 1945, le Parti socialiste devance le Parti communiste (22,83 % contre 26,28 % pour le PS). Aux municipales de l'année suivante, la Gauche obtient le meilleur résultat de toute son histoire, le PCF devient le parti qui dirige le plus grand nombre de mairies à travers la France.
En 1976, le PCF se démarque des dirigeants de l'Union des républiques socialistes soviétiques pour s'orienter vers une ligne de type eurocommuniste à l'image du Parti communiste italien. Cet événement survient vingt ans après la publication en URSS du rapport Khrouchtchev, ce qui fait dire au secrétaire national du PCF Robert Hue, en 1997 : « Le PCF a trop tardé. Ça nous a coûté cher […]. C'est vingt ans trop tard ». Le parti abandonne alors la référence à la doctrine de la « dictature du prolétariat » (XXIIe congrès), affirme son indépendance vis-à-vis de Moscou et son attachement aux libertés publiques : « C'est la voie démocratique et révolutionnaire que nous proposons à notre peuple pour aller au socialisme tenant compte des conditions de notre époque en faveur des forces de progrès, de liberté, de paix ». Le but du PCF, « parti de la nation et internationaliste », est « la transformation de la société capitaliste en une société socialiste, société fraternelle sans exploiteurs ni exploités » (L'Humanité, 20 janvier 1976). Signe de cette prise de distance avec l'histoire de l'URSS, le Bureau politique soutient la publication de l'ouvrage L'URSS et nous, dans lequel les auteurs critiquent le stalinisme et le système soviétique. Le programme commun de gouvernement signé en 1972 entre le PS et le PCF, auquel s'est joint le MRG, est rompu en septembre 1977. Aux élections de 1978, le PCF enregistre 5 793 139 votants, un record pour le parti lors d'une législative mais subit malgré cela un revers, obtenant 20,61 % des voix et 86 députés. De son côté le PS obtient 22,79 % des voix et 104 députés. Aux européennes de juin 1979, la liste du PCF conduite par Georges Marchais récolte 20,6 % des voix et 19 députés. Elle est devancée par celle du PS conduite par François Mitterrand qui obtient 23,5 % des voix et 22 députés. Le PCF ne dépasse plus les 20 % des suffrages exprimés dans les élections partielles à partir de la fin des années 1970, amorçant ainsi un important déclin électoral.
En 1979, lors de son XXIIIe congrès, malgré la phrase de Georges Marchais sur le bilan jugé « globalement positif » des pays communistes, le PCF abandonne la référence au marxisme-léninisme, ce qui se traduit, notamment, par la disparition du Centre d'études et de recherches marxistes (CERM) et son remplacement par l'Institut de recherches marxistes. Ce dernier sera lui-même remplacé en 1995 par l'association Espaces Marx, ainsi que par une condamnation du stalinisme. La position de Georges Marchais précède toutefois son soutien à l'intervention militaire soviétique en Afghanistan.
Le PS, pour la première fois depuis 1945, dépasse le PCF en 1978 (22 % contre 20 %), pour le remplacer finalement comme pôle principal de la gauche en France.
Sous la Cinquième République, jusqu'en 1972, le PCF monopolisait l'opposition, et en politique étrangère avait l'occasion de donner son satisfecit à certaines décisions qui, quand bien même issues de la droite, étaient compatibles avec ses idées : indépendance de l'Algérie (1962), retrait du commandement intégré de l'OTAN (1966), discours de Phnom Penh (1966), politique pro-arabe (1967).
Le PCF crut qu'un accord programmatique avec le PS le conduirait de façon définitive au pouvoir, en appliquant le vieux principe « plumer la volaille socialiste » (Albert Treint), c'est-à-dire qu'une partie de l'électorat socialiste basculerait vers le PCF. Or, c'est précisément l'inverse qui arriva : en effet, la composition de la société française, où les classes moyennes étaient importantes, ne permettait pas la constitution d'un tel rapport de forces ; d'autre part, l'importance et la cohésion du monde ouvrier allait diminuant avec la crise économique[réf. nécessaire] le déclin de la grande industrie (disparition des charbonnages et fortes réduction de la sidérurgie) et la croissance des entreprises de services.
Dès 1975, les élections locales montrent que le PS l'emporte sur le PCF, et la rupture de 1977 ne fait que renforcer le basculement du centre gauche vers le PS ; les voix perdues à partir de cette date ne seront jamais rattrapées. La chute du mur de Berlin en novembre 1989 anéantit le soutien international dont il bénéficiait et le marginalise. À l’initiative du Parti communiste, le programme commun est signé en juin 1972 entre les trois partis (PS, PC, radicaux de gauche).
Au printemps 1977, les partis signataires du programme commun de gouvernement (PCF, PS, radicaux de gauche) bénéficient d'un niveau important d'intentions de vote. Le PCF dirige près de 1 500 municipalités après les élections municipales de 1977. La droite, divisée depuis 1976, est menacée. Le 31 mars, la direction communiste propose à ses partenaires  d’« actualiser » le programme commun, dans la perspective des élections législatives de l’année suivante. Le 7 avril, le PS accepte. Un groupe de 15 discutera des points en litige : Charles Fiterman, Philippe Herzog, Pierre Juquin, Jean Kanapa et Paul Laurent y représenteront le PC. Face à la crise économique née du choc pétrolier de 1973, le PCF veut renforcer le volet social du programme et conforter les outils de régulation publique, en élargissant notamment le champ des nationalisations. Le PS de François Mitterrand, lui, veut assurer son image de « réalisme » et écarter tout ce qui nourrit les accusations de « maximalisme ». Outre le dossier économico-social, des divergences portent sur la force de frappe nucléaire, le retrait du commandement intégré de l'OTAN et du Parlement européen.
Pourtant, quand s’engage concrètement la négociation, à la fin mai, les partenaires semblent encore désireux de parvenir à un accord. À la fin juillet, les négociateurs sont en voie de parvenir à un accord. Le 28, un protocole encourageant est rédigé, qui laisse augurer d’un bon « sommet » des trois partis, au début de septembre. C’est compter sans les inquiétudes du côté du PC. Le 17 juillet, Georges Marchais s’est exprimé sur TF1 pour affirmer qu’il ne serait pas question d’aller au pouvoir pour « gérer la crise ». Le 30, après la dernière réunion du groupe de travail sur le programme, il tance vertement les négociateurs : « Vous avez capitulé ! ».
Nul ne dit vouloir rompre, mais la polémique enfle peu à peu. Le 3 août, Marchais refuse toute nouvelle concession, laissant entendre que le PCF ne peut plus transiger sur les points restés en suspens. Le 8 août, Mitterrand dénonce l’« escalade verbale » du PC et se pose en champion de la « liberté ». Le 9 septembre, devant le comité central, Marchais n’exclut pas la « possibilité d’une rupture ». « Oui au programme commun, non au programme communiste », affirme au même moment Mitterrand. Le 14 septembre, lors d’une réunion au sommet, le leader des radicaux de gauche, Robert Fabre, quitte les discussions en arguant du fait que si le PC maintient ses exigences sur le « seuil » des nationalisations, la discussion n’a plus de sens. Mitterrand adopte une position d'intermédiaire, modéré, entre Marchais et Fabre.
Le 24 septembre, le désaccord est acté : le programme ne sera pas réactualisé. Chaque parti décide d’aller aux élections avec sa propre lecture de l’œuvre commune de 1972. Le PCF va payer cher l’épisode de la négociation manquée. C’est lui qui portera le chapeau de la désunion. Quand il avait signé le programme, en juin 1972, il était pourtant persuadé qu’il tirerait bénéfice d’un accord qu’il a réclamé le premier et qu’il a défendu pendant des années. Or, les socialistes, affaiblis lors de la présidentielle de 1969, ont comblé bien vite le retard qui les sépare des communistes depuis 1945. Un an plus tard, le PS passe en tête.

### 1981-1989: incompatibilité avec la participation gouvernementale et poursuite du déclin
La campagne présidentielle de 1981 est marquée par une hausse du nombre d'adhésions. Les sondages sont de plus en plus favorables à Georges Marchais qui passe de 17 % en janvier 1981 à 20 % à la veille du premier tour, tandis que François Mitterrand passe de 24,5 % en février 1981 à 21,5 % à la veille du premier tour. Pour les communistes, cette élection est un moyen de retrouver le leadership à gauche. Georges Marchais propose notamment le rétablissement de la planification économique, la nationalisation de toutes les grandes entreprises et la hausse du SMIC. Enfin, il devient un personnage extrêmement populaire parmi les médias[réf. nécessaire]. Mais le 26 avril 1981, le choc est de taille, Georges Marchais n'obtient que 15,35 % des voix, se retrouvant dix points derrière François Mitterrand. Il rallie Mitterrand au second tour. Aux élections législatives de 1981, le PCF confirme son déclin : avec 16,13 %, il tombe à 44 députés, perdant des sièges notamment pour la première fois en Seine-Saint-Denis au profit du PS alors qu'il y avait réalisé le grand chelem en 1978. Il obtient alors, comme il l'avait toujours réclamé, le droit de participer à un gouvernement de gauche de la Ve République avec le PS, le MRG, et plus tard à partir de mars 1983 le PSU. Mais cette participation est modeste : quatre ministres sur quarante-deux.
Après les élections législatives, le PCF participe donc au gouvernement de Pierre Mauroy avec les ministres Charles Fiterman (Transports), Anicet Le Pors (Fonction publique), Jack Ralite (Santé) et Marcel Rigout (Formation professionnelle). Mais la politique économique keynésienne du gouvernement s'avère être un échec, le chômage augmente, la désindustrialisation se poursuit. De juin 1982 à mars 1983, Jacques Delors, alors ministre de l'Économie, pilote une transition vers une politique de « rigueur économique ». Aux élections cantonales de 1982, le PCF n'obtient que 15,87 % des voix et perd 45 conseillers généraux, principalement dans ses fiefs ouvriers ainsi que la présidence du conseil général de Meurthe-et-Moselle.
Après trois dévaluations successives, des milliards de francs de fuite de capitaux et une poursuite de l'augmentation du chômage, les socialistes choisissent de renoncer à leur projet économique et social, de peur d'isoler l'économie française. Aux élections européennes de 1984, le PCF s'effondre à 11,24 %, se retrouvant talonné par le Front national qui perce à 10,95 %. Les électeurs ouvriers semblent ainsi se tourner vers l'extrême droite. En juillet 1984, les communistes décident ainsi de quitter le gouvernement pour protester contre la nouvelle orientation dite « libérale » du Parti socialiste et dans l'idée de trouver un nouveau souffle. En septembre, le PCF redevient officiellement un parti d'opposition[réf. nécessaire].
Aux élections régionales de 1986, le PCF obtient 10,34 % des suffrages. Aux élections législatives qui ont lieu le même jour, le PCF passe sous la barre des 10 %, n'obtenant que 9,78 % des voix et 35 députés.
Mais Georges Marchais refuse de remettre la ligne du parti en question. Il continue ainsi de soutenir le régime soviétique. Il propose André Lajoinie comme candidat à l'élection présidentielle de 1988. Le courant rénovateur de Pierre Juquin qui propose notamment une refonte du PCF sur une ligne eurocommuniste et écologiste s'oppose à ce choix. En 1987, Pierre Juquin, alors porte-parole du parti, se présente contre le candidat officiel du parti à la présidentielle. Il obtiendra 2,13 % des voix, tandis qu'André Lajoinie enregistrera le plus mauvais score jusque-là obtenu par le Parti communiste à une élection, 6,76 %. Le PCF semble avoir définitivement perdu ses électeurs ouvriers alors que le FN progresse dans ce milieu.
Aux élections européennes de 1989, la liste de Philippe Herzog obtient 7,72 %.

### Financement et aide logistique par l'URSS
L'URSS a, depuis les années 1920, aidé financièrement et matériellement les divers partis communistes à travers le monde.
Durant la guerre froide, par année fiscale, environ 2 millions de dollars étaient transférés à la demande du Politburo du Parti communiste de l'Union soviétique de la Gosbank (banque d'État soviétique) au PCF ; ce sont des agents du KGB qui livraient les sommes demandées aux dirigeants des partis concernés. Les PC martiniquais, guadeloupéen et réunionnais encaisseront environ 2 millions de dollars entre 1961 et 1990 reversés par le PCF.
Le 13 novembre 1979, alors que la guerre d'Afghanistan va s'engager, le Politburo, à la demande de Boris Ponomarev, dégage, « étant donné la situation extrêmement difficile du parti », six millions de dollars pour le PCF pour lui permettre de payer ses dettes.
Ainsi cette note des archives du PCUS du 13 octobre 1983, sous l'en-tête « Très secret. Du KGB au Comité central du Parti communiste de l'Union soviétique » :

« Au camarade Ponomarev, directeur du Département international,
Compte-rendu de la rencontre avec le camarade Gaston Plissonnier (PCF) : conformément à vos instructions du 23 septembre dernier, la rencontre a eu lieu à Berlin avec le camarade Plissonnier et son homme de confiance, lors de laquelle nous avons remis aux amis français la somme d'un million de dollars qui leur a été assignée. Pour des raisons de sécurité, le camarade Plissonnier a refusé de signer sur place le reçu avec l'argent livré, se référant à un accord avec Moscou. Néanmoins, il a ordonné à son homme de confiance de signer le reçu de livraison sans indiquer le montant de la somme. »

L'aide apportée par le PCUS était aussi matérielle et concernent également les journaux affiliés au PCF. De 1982, année de la première livraison, jusqu'en 1989, la dernière, ceux-ci ont reçu gratuitement 4 058 tonnes de papier. Le 10 juillet 1987, le Politburo approuve, « suivant la demande du PCF », la livraison de 1 300 tonnes de papier par an pour les années 1987 et 1988.
Pour la seule période de 1971 à 1990, le PCF encaisse cinquante millions de dollars (Parti communiste italien : 47 millions, Parti communiste des États-Unis d'Amérique : 42 millions).
Le secrétaire général de la CGT Henri Krasucki, membre du bureau politique du PCF, a demandé en mars 1985 au conseil central des syndicats de l'URSS d'accorder à son syndicat une aide urgente de 10 millions de francs (1 million de roubles convertibles). Cette demande a un caractère strictement confidentiel et seuls les dirigeants de la CGT membres du comité central du PCF ont été informés de cette demande. Cette aide sera accordée en 2 versements en 1985 et 1986 de 500 000 roubles provenant du comité du tourisme et d'excursion.
En 2018, Jean-Yves Camus souligne que « le PCF est unique par le fait qu’il compte encore en son sein des cadres qui ont été formés avant la chute de l’Union soviétique, ont éventuellement effectué des séjours d’études dans les universités soviétiques, voire ont suivi des cours de formation dispensés par le PCUS ».

### 1989-2002: de la rénovation à l'effondrement

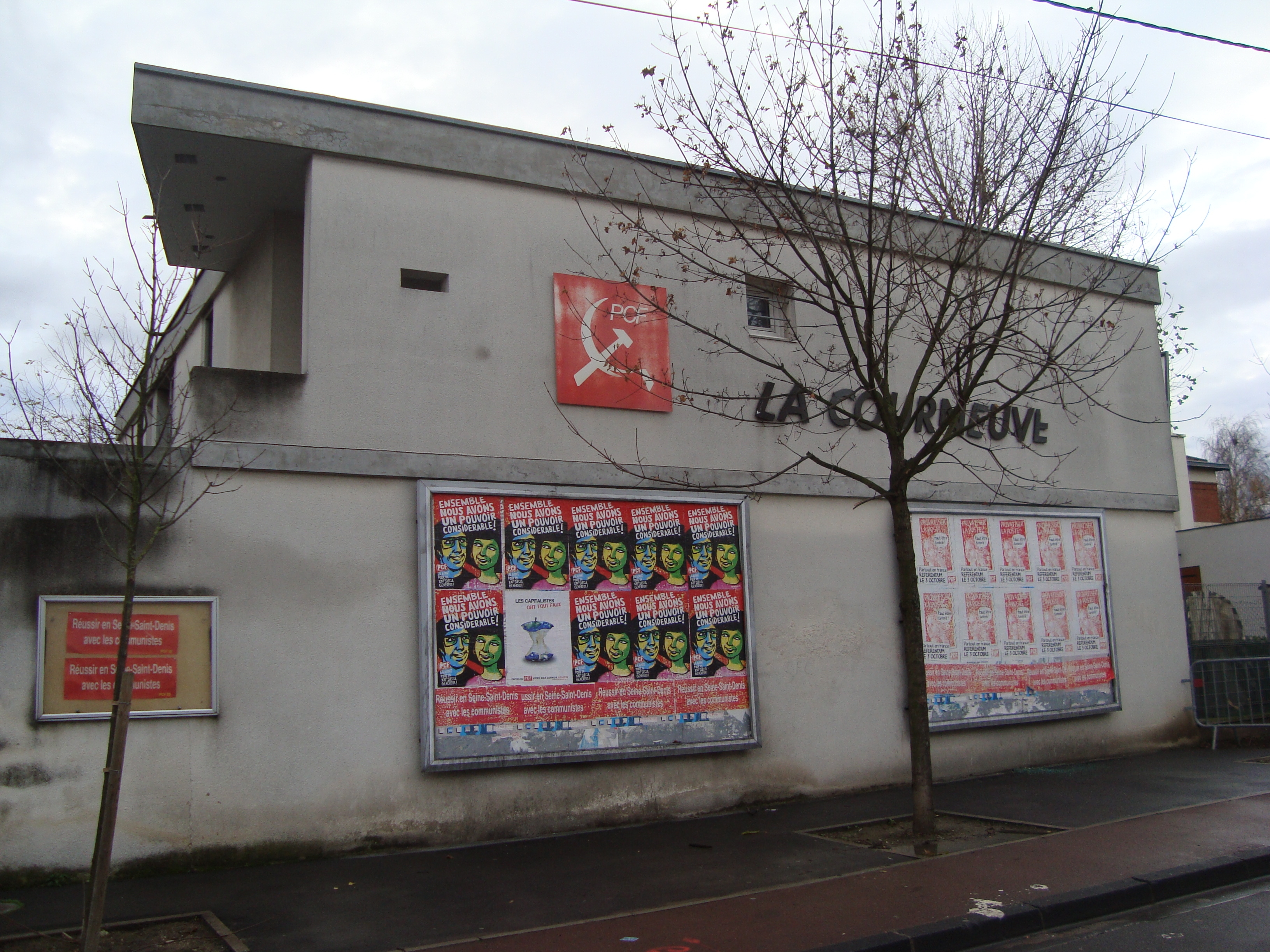
Le local du PCF à La Courneuve. La faucille et le marteau demeurent en 2009.

Aux élections municipales de 1983 et de 1989, le PCF encaisse de lourdes pertes, les communistes perdent Nîmes, Amiens, Vierzon, Saint-Quentin, Saint-Étienne et Reims. Certains communistes, tels Charles Fiterman, quittent le PCF pour le PS considérant que l'idéal communiste est mort.
D'année en année, le PCF poursuit son déclin (Victoire du « Oui » au référendum sur Maastricht, 8,09 % aux élections régionales de 1992, 9,30 % aux élections législatives de 1993). Fin 1993, Georges Marchais se résout à passer la main. Lors du XXVIIIe congrès, en janvier 1994, le PCF abandonne le centralisme démocratique, le mode d'organisation marxiste-léniniste, et ne se définit plus comme le parti de « l'avant-garde de la classe ouvrière ». Georges Marchais quitte le secrétariat général. Les militants votent désormais directement pour choisir une motion. Le marteau et la faucille sont supprimés sur le logo du PCF. Les différents courants du parti peuvent s'organiser, ainsi les marxistes-léninistes (Maxime Gremetz, André Gerin) se regroupent au sein du courant orthodoxe et les eurocommunistes (Marcelin Berthelot, Patrick Braouezec) s'organisent au sein du courant communistes unitaires dit refondateur. À l'issue du congrès, Robert Hue prend le titre de Secrétaire national et devient donc numéro 1 du parti. Les communistes refusant la mutation commencent à s'organiser (coordination communiste, gauche communiste…) au début des années 1990.
La campagne présidentielle de 1995 s'avère difficile, Robert Hue est le candidat du PCF mais ne décolle pas dans les sondages (3 à 4 % d'intentions de vote durant la campagne). Le PCF doit faire face à la concurrence d'Arlette Laguiller en pleine ascension. Au soir du premier tour, Robert Hue obtient 8,64 % des voix, un score jugé positif par le parti qui fait mieux qu'en 1988.
Robert Hue (qui crée plus tard une organisation proche du PS) engage le parti sur la voie de la rénovation. Lors de la publication du Livre noir du communisme, Robert Hue reconnait les crimes du marxisme-léninisme et rompt avec l'ancienne formule de Georges Marchais en déclarant que « le bilan n'était pas globalement positif, contrairement à ce qu'a dit le PCF à cette époque. Il est négatif, monstrueux même à bien des égards ». Enfin en 1996, il propose de changer le nom du Parti communiste, mais abandonne face à la pression du courant orthodoxe qui menace alors de faire scission si cela devait arriver.

#### Gauche plurielle

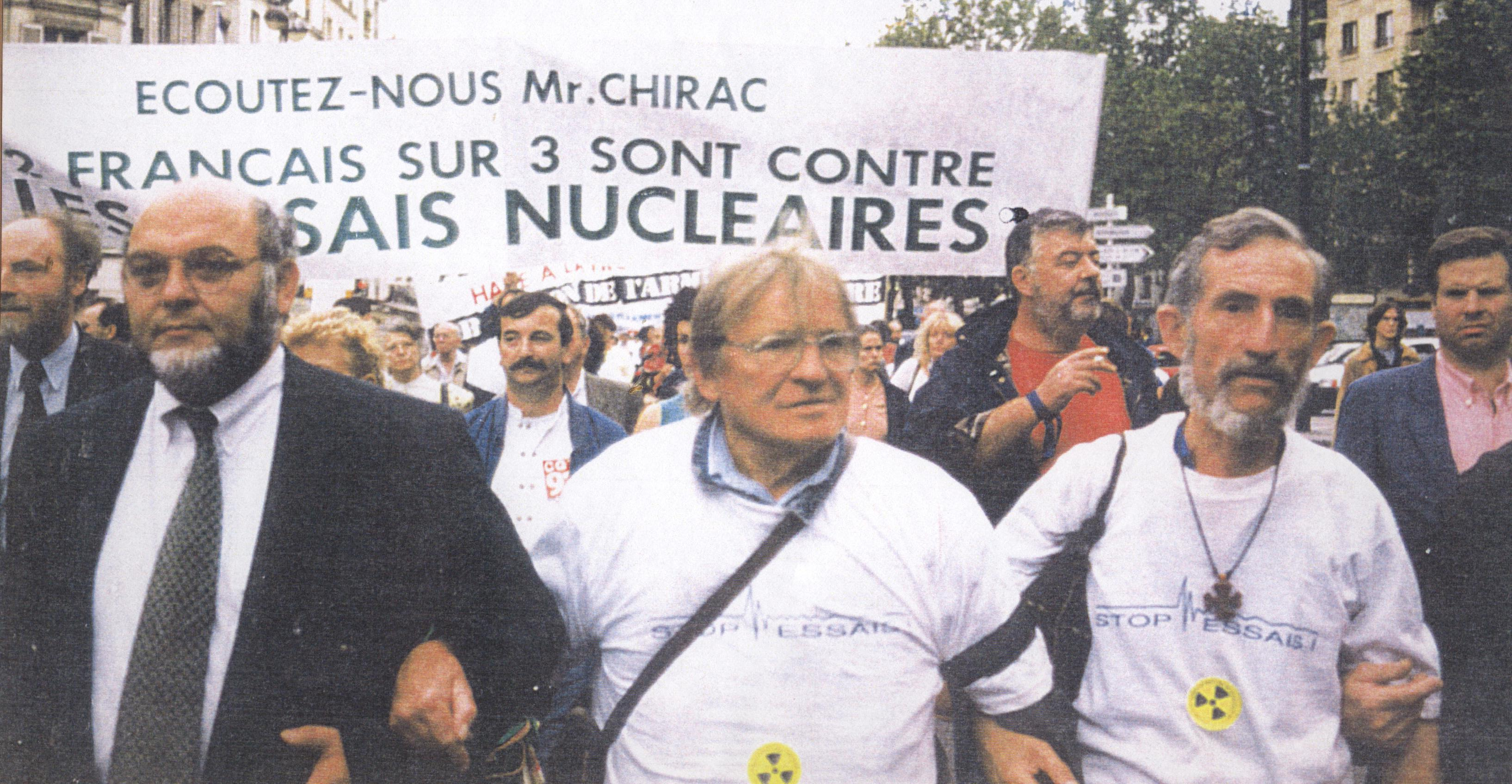
Robert Hue lors de manifestation de la gauche contre les essais nucléaires.

En 1997, aux élections législatives, le PCF participe à la Gauche plurielle, une coalition de toute la gauche parlementaire destinée à faire vivre et entendre toutes les tendances de la gauche au sein d'un même gouvernement. Profitant de candidatures communes dans certaines circonscriptions, le PCF remonte à 35 sièges (contre 22 en 1993) obtenant 9,94 % des voix. Malgré de fortes dissensions internes, dues aux remises en cause du passé, cette stratégie voulue par Robert Hue a d'abord semblé positive, puisqu'il maintient son électorat et que plusieurs ministres entrent au gouvernement en 1997 : Jean-Claude Gayssot au ministère de l'Équipement, des Transports et du Logement, Marie-George Buffet au ministère des Sports, Michelle Demessine (puis Jacques Brunhes à partir de septembre 2001) au secrétariat d'État au Tourisme et en 2000, Michel Duffour au secrétariat d'État au Patrimoine et à la Décentralisation culturelle.
La politique de ce gouvernement est d'abord très populaire (croissance économique, diminution du nombre de chômeurs de 3,2 à 2,2 millions, emplois-jeunes, réduction du temps de travail, etc.) avant de décevoir de nombreux électeurs communistes et certains militants. Jean-Claude Gayssot fait voter la loi Solidarité et renouvellement urbains (SRU) fixant notamment l'objectif de 20 % de logements sociaux dans les villes qui en manquaient et généralisant la régionalisation des services TER de la SNCF. Tout en permettant l'ouverture du capital d'Air France aux capitaux privés et à ses salariés pour relancer l'entreprise mal en point, il préserve la SNCF de la privatisation sans toutefois revenir sur l'existence de Réseau ferré de France créé en février 1997 par Bernard Pons, ministre des Transports du gouvernement d'Alain Juppé. Il relance le projet de TGV-Est et de nombreux investissements ferroviaires et routiers comme le viaduc de Millau. Au plan européen, il fait avancer la réglementation du transport maritime et la législation sociale dans le transport routier de marchandises. Il donne un élan décisif à la réalisation du projet d'avion Airbus A380 et autorise l'accroissement des capacités de l'aéroport de Roissy-Charles-de-Gaulle tout en limitant les nuisances sonores aéroportuaires par une nouvelle définition des couloirs aériens en Île-de-France. Son ministère est également le principal créateur d'emplois-jeunes.
Marie-George Buffet fait progresser la lutte contre le dopage dans le sport. Michelle Demessine généralise le chèque vacances aux PME et est très active pour que la France reste la première destination touristique mondiale.
Dans le même temps, le parti continue à se réformer. En 2000, le conseil national met en place une direction collective entre Marie-George Buffet (secrétaire nationale) et Robert Hue (président). Enfin le candidat à l'élection présidentielle est désigné directement par les militants.
Au début des années 2000, la confirmation de la mutation conduit un certain nombre de courants s'opposant à la mutation conduite par la direction de Robert Hue puis Marie-Georges Buffet. Autour du député Georges Hage, des figures telles que Henri Alleg ou l'ancien député européen Pierre Pranchère, l'opposition se structure et rassemble au sein d'une structure appelée la « Convergence communiste », qui débouche sur une organisation nationale autonome rassemblant des communistes membres du PCF ou non avec la création du PRCF en 2004. D'autres communistes, en opposition à la ligne majoritaire de la direction, s'organisent avec la création du réseau faire vivre et renforcer le PCF ou le réseau des cellules et sections autour des sections de Saint-Quentin ou du XVe arrondissement à Paris.

#### Chute électorale
Aux élections régionales et cantonales de 1998, le PCF obtient un score de 10,15 % qui lui permet d'augmenter son nombre total de conseillers généraux et régionaux pour la première fois depuis 1979. Un an plus tard aux élections européennes de juin 1999, Robert Hue, secrétaire national, est le seul candidat à présenter une liste à parité homme-femme. Il ouvre sa liste sur la société civile. Il tente aussi une alliance avec l'extrême gauche, mais la Ligue communiste révolutionnaire et Lutte ouvrière refusent, considérant le PCF comme écartelé entre sa ligne historique et une stratégie de « normalisation » faisant le jeu de la « bourgeoisie ». La liste communiste obtient 6,78 % des voix et six élus sur 87, se retrouvant devancée par Les Verts et talonnée par l'extrême-gauche.
Aux élections municipales de mars 2001, un nombre record de communes communistes bascule à droite, comme Argenteuil, Colombes, Montluçon, Sète, Nîmes et La Seyne-sur-Mer. Les Verts s'imposent comme la seconde force de gauche dans certaines villes, devant le PCF.

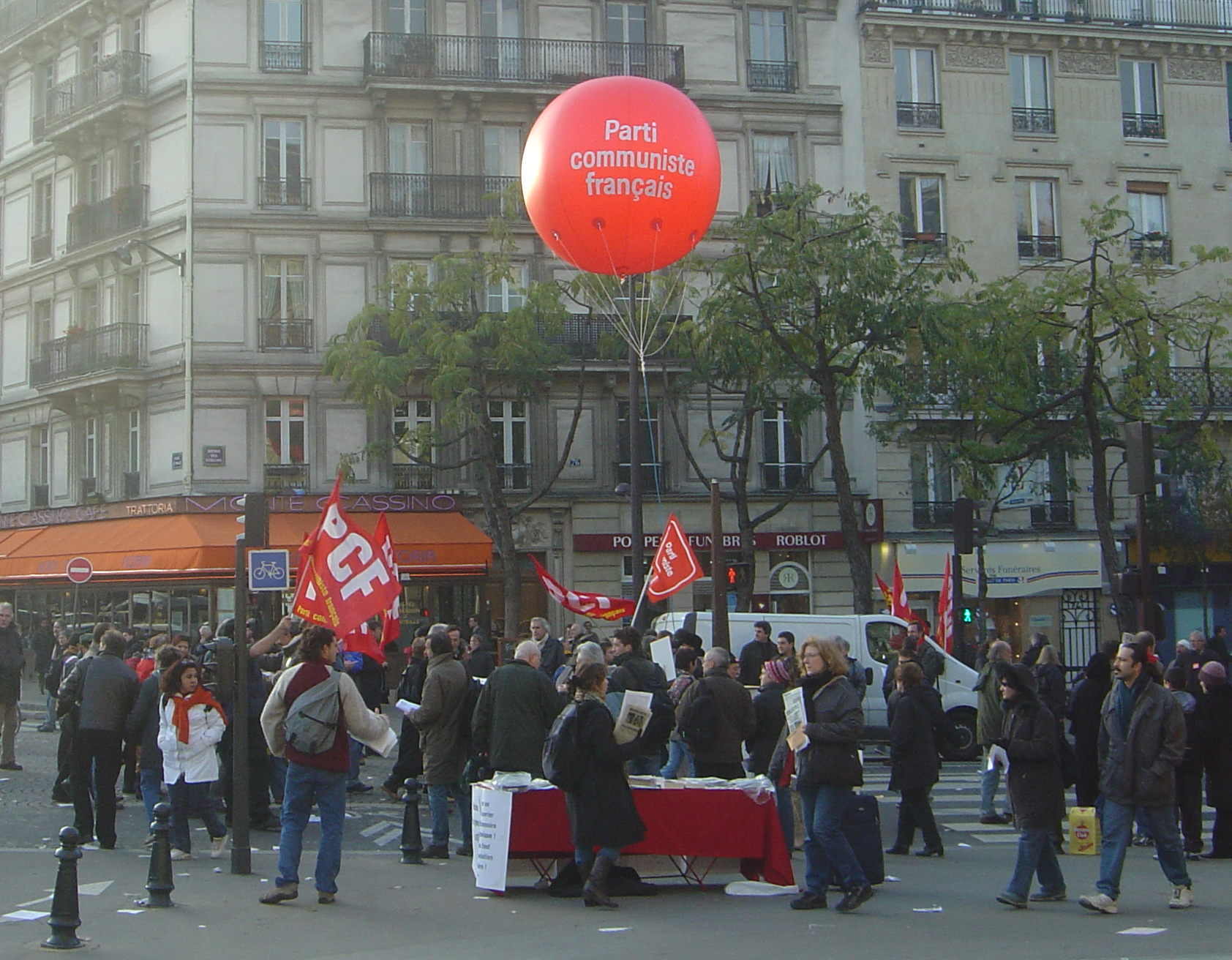
Militants communistes lors d'une manifestation parisienne.

À l'automne 2001, les militants communistes désignent Robert Hue comme candidat à 77,41 % face à Maxime Gremetz notamment. La percée impressionnante d'Arlette Laguiller, met Robert Hue en difficulté. Les sondages ne lui donnent que 5 à 6 % des voix et le nombre record de candidats, ne lui laisse que peu de place dans les médias. Le 21 avril 2002, alors que l'extrême droite crée la surprise, Robert Hue n'obtient que 3,37 % des voix, le pire score d'un communiste à une élection présidentielle. Signe de la « désouvriérisation » du PCF, 94 % des ouvriers n'ont pas voté pour le candidat communiste à cette élection.
À l'extrême gauche du spectre politique, le Parti communiste est concurrencé par des partis trotskistes comme Lutte ouvrière ou la Ligue communiste révolutionnaire, sans qu'il semble en mesure de prendre dans la gauche gouvernementale la place du Parti socialiste.
Sur le plan interne, le parti s'enrichit d'une diversité d'opinions et comprend plusieurs courants, même si les tendances ne sont pas reconnues par les statuts. Un courant conservateur (les orthodoxes), surtout implanté dans le Nord de la France (Pas-de-Calais), revendiquant le marxisme-léninisme comme doctrine, un courant refondateur (avec notamment Patrick Braouezec ou Lucien Sève) qui prône une réorganisation totale du parti et le courant majoritaire, derrière Marie-George Buffet qui prône l'ouverture aux mouvements sociaux et aux autres organisations de gauche, tout en n'excluant pas une participation gouvernementale.
Le PCF doit enfin faire face à un nouvel adversaire inattendu, à l'autre bout de l'échiquier politique : le Front national qui trouve une partie de ses électeurs dans la classe ouvrière.

### 2002-2007: ouverture sur la gauche antilibérale

#### Après 2002
À l'élection présidentielle de 2002, Robert Hue, président du PCF, obtient 3,37 %, le score le plus bas du parti depuis sa création. Il passe de 35 députés à 21 aux élections législatives de la même année, totalisant 4,82 % des voix (son pire score jusque là était de 9,1 % en 1993). Ces résultats s'accompagnent d'une chute conséquente du nombre de militants, passant de 182 000 en 1999 à 125 600 en 2002, d'après Roger Martelli.
Cet échec entraîne la démission de Robert Hue de sa fonction de président du PCF ainsi que de ses partisans (Jean-Claude Gayssot notamment). Lors du 32e congrès, une majorité se reconstruit autour de Marie-George Buffet qui reste seule à la tête du parti. La stratégie d'alliances, et l'avenir du parti même, suscitent le débat : les orthodoxes prônent l'autonomie, les refondateurs la constitution d'un « pôle de radicalité » à la gauche du PS, les « huistes » un « parti communiste nouveau » qui contribuerait à rééquilibrer la gauche.

##### Les élections régionales, cantonales et européennes de 2004

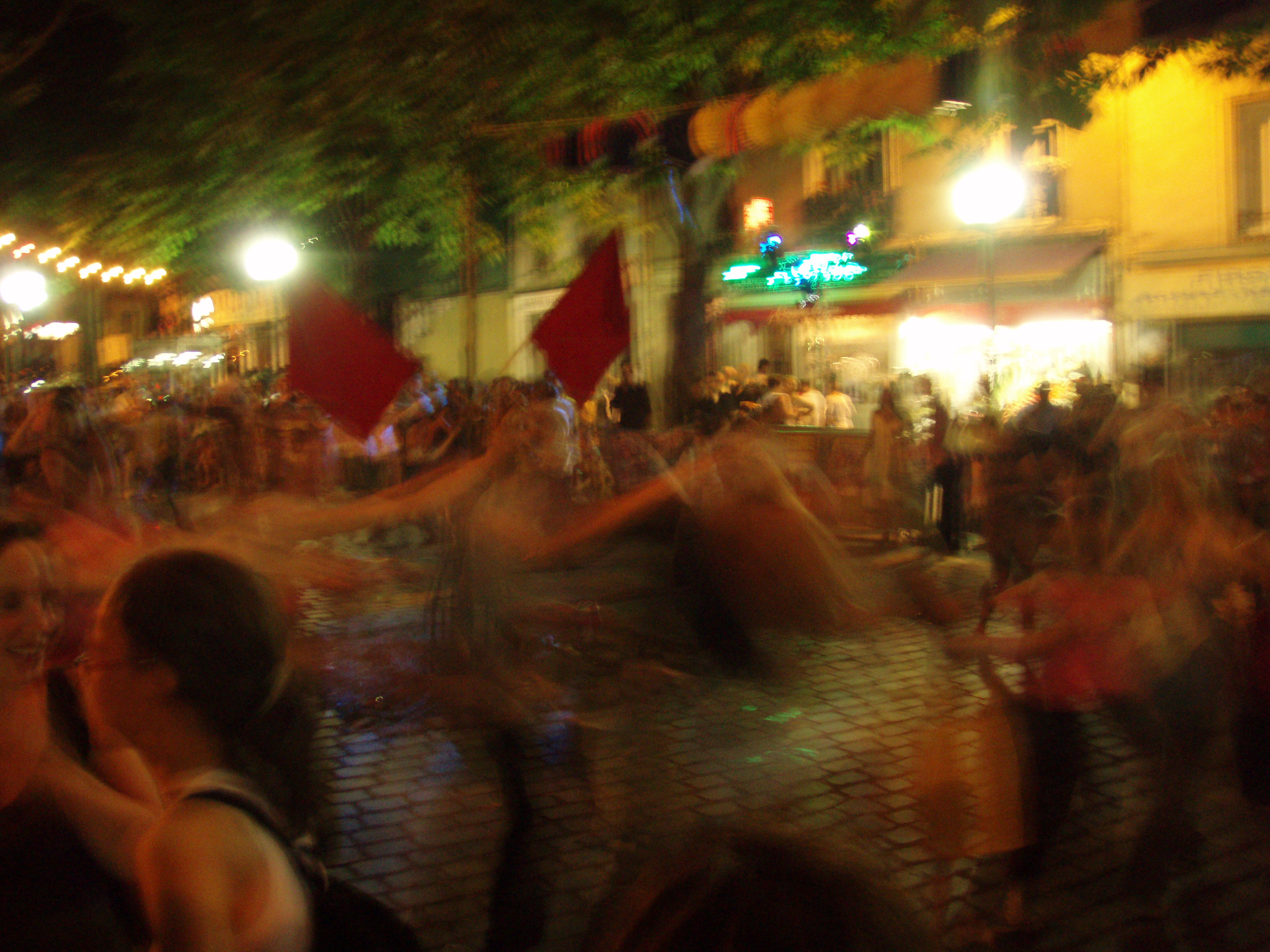
Fête populaire organisée par le PCF (2007, Paris).

Aux élections régionales de 2004, le PCF adopte une stratégie « à la carte » : listes ouvertes au mouvement social et à d'autres forces en Île-de-France (Marie-George Buffet et Claire Villiers) ou en Auvergne (André Chassaigne) ; autonomie dans le Nord-Pas-de-Calais (Alain Bocquet) et en Picardie (Maxime Gremetz) ; union avec le PS dès le premier tour dans 14 régions. Les résultats marquent un redressement du PCF qu'il faut tout de même relativiser, car malgré les très bons résultats des élections régionales, le PC perd un nombre important de sièges aux élections cantonales de 2004.
La stratégie d'ouverture au mouvement social est adoptée aux élections européennes de 2004, mais elle se heurte aux résistances des fédérations locales, 2 listes sur 6 sont conduites par des syndicalistes. Les listes du PCF obtiennent 5,88 % des voix, en baisse de 1 point par rapport à 5 ans auparavant.
En 2004, le PCF participe à la fondation du Parti de la gauche européenne (PGE), parti politique européen regroupant les partis de la gauche de la gauche (communistes ou non).
En 2004, le PCF prend position en faveur du mariage homosexuel, Marie-George Buffet présentant l'année suivante la première proposition de loi sur le sujet, qui est rejetée.

#### Du référendum de 2005 à l'élection présidentielle de 2007

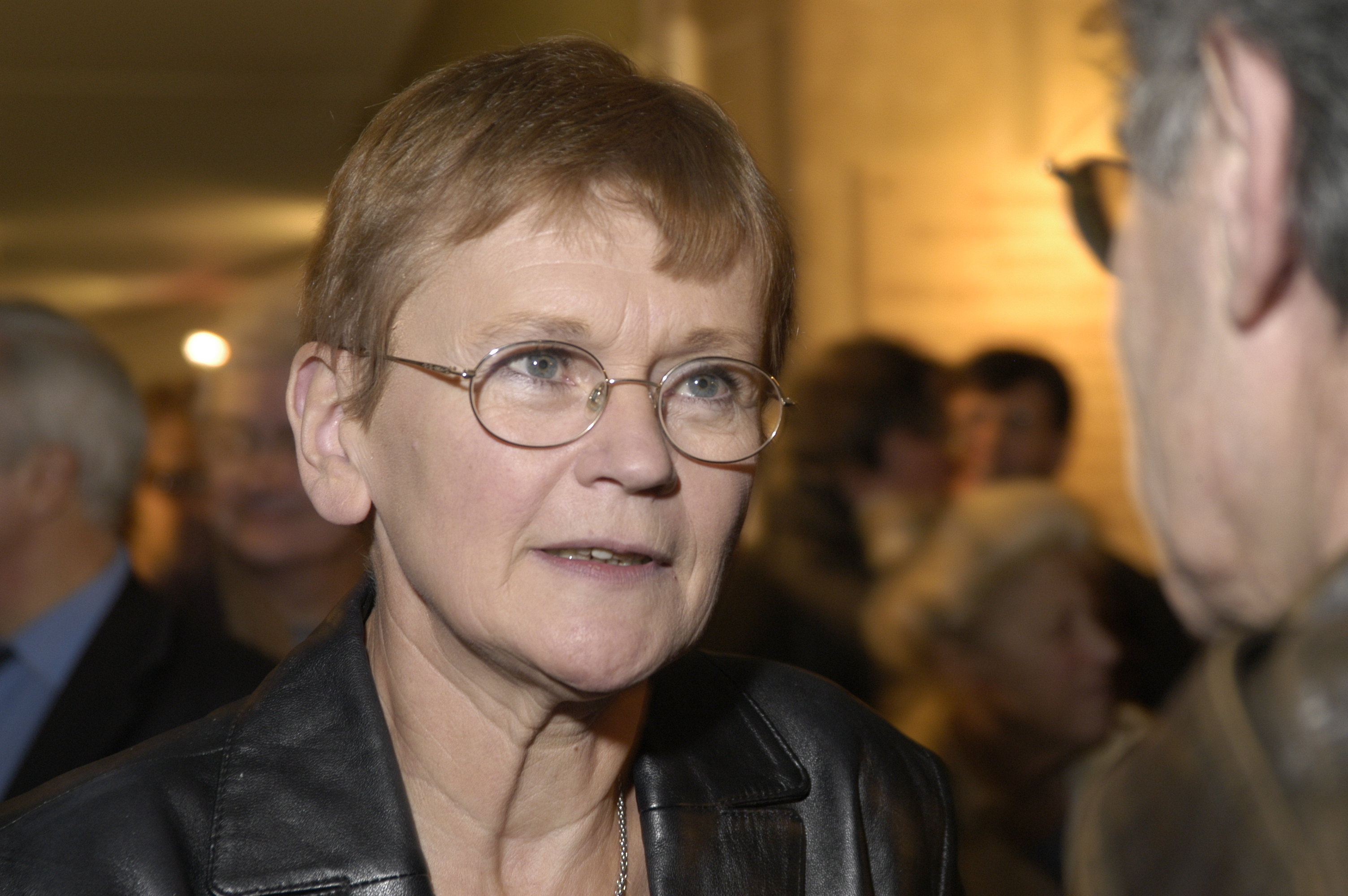
Marie-George Buffet est réélue lors du le 26 mars 2006.

Lors de la campagne du référendum sur le traité constitutionnel européen de 2005, le PCF joue un rôle de coordination du « non de gauche ». Il aide à la création de collectifs unitaires locaux et organise des réunions nationales allant de la LCR aux « socialistes du non ».
La victoire du non renforce la stratégie du PCF (qui gagne alors, selon lui, 7 000 adhérents : il décide de travailler à un rassemblement de la gauche antilibérale, avec des socialistes, la LCR et des personnalités et forces issues du mouvement social (altermondialistes, syndicalistes, associatifs…). Cette stratégie est confirmée au 33e congrès en mars 2006.
À la suite des « collectifs du non », des « collectifs unitaires antilibéraux » sont lancés. La LCR ne s'y engage que prudemment, désignant Olivier Besancenot comme candidat en juin 2006. Les collectifs adoptent un programme commun, mais butent sur la candidature commune : le PCF propose la candidature de Marie-George Buffet, entourée d'un collectif unitaire de porte-paroles, candidature majoritaire dans les votes des collectifs ; mais la majorité des autres composants s'y oppose.
En décembre 2006, les communistes désignent à 81 % Marie-George Buffet comme « candidate commune pour porter le rassemblement antilibéral ». Elle se met en congé de la direction du PCF le 4 janvier 2007, afin de « se mettre au service du rassemblement ». La candidature de Marie-George Buffet, bien que plébiscitée, suscite des divisions dans le parti. Les refondateurs y sont défavorables, privilégiant une autre candidature de rassemblement. Certains (Patrick Braouezec, Jacques Perreux…) soutiendront la candidature de José Bové.

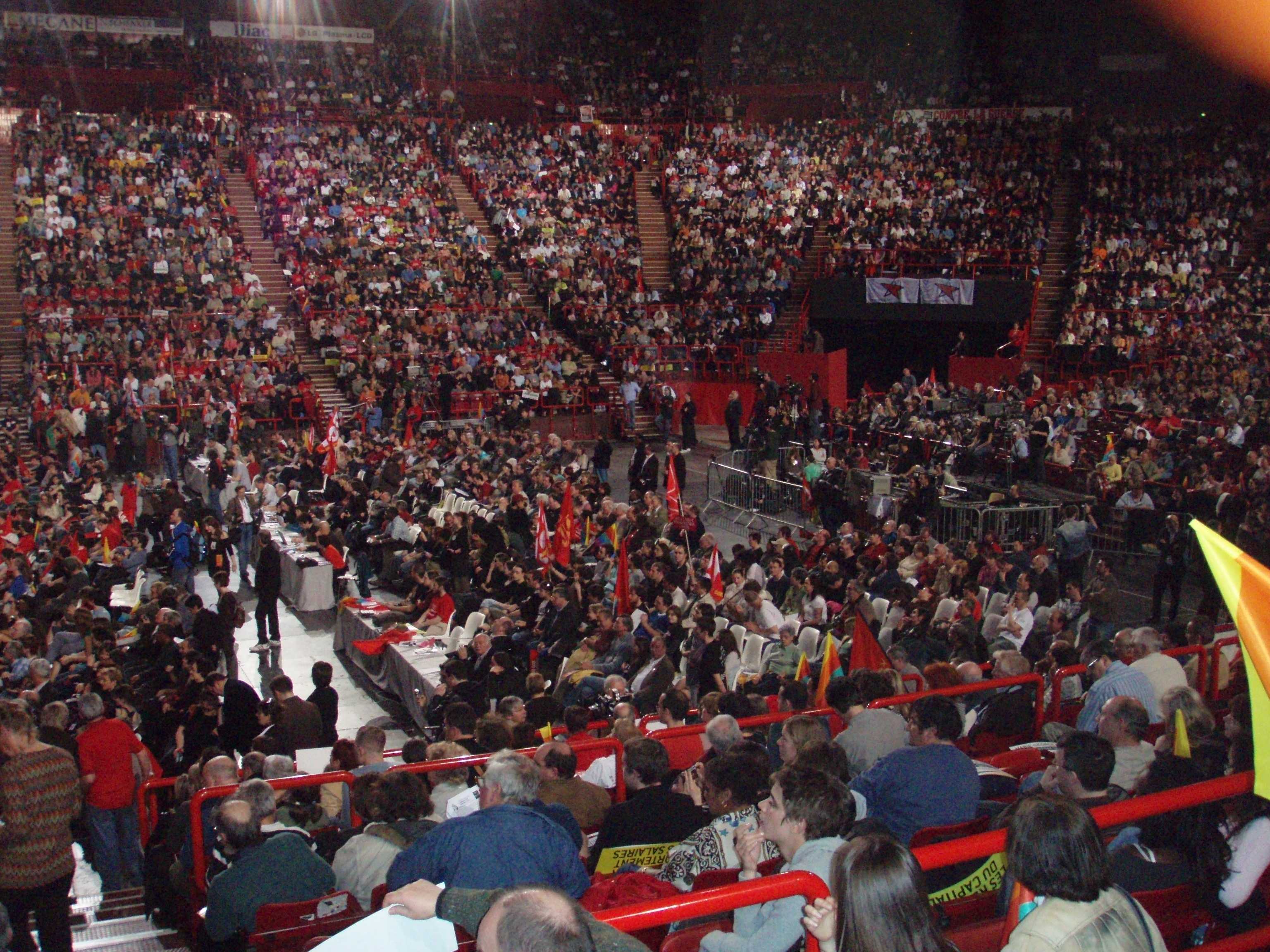
Réunion organisée à Paris Bercy le 1er avril 2007.

Marie-George Buffet obtient 1,93 % des suffrages (707 327 voix), en 7e position, le pire score de l'histoire du PCF.
Aux élections législatives qui suivent, le PCF n'obtient que 4,29 % des suffrages et perd six députés. Dans l'impossibilité de former un groupe parlementaire, le PCF décide de former un groupe commun avec Les Verts, le groupe de la Gauche démocrate et républicaine (GDR).

### 2007-2017: composante du Front de gauche
Le faible résultat de Marie-George Buffet à l'élection présidentielle provoque un séisme au sein du PCF. Dès le 24 avril 2007, une assemblée extraordinaire est convoquée pour décembre 2007.

#### Les élections municipales et cantonales de 2008
Les résultats des municipales et cantonales de 2008 marquent un ralentissement de l'érosion de l'influence du PCF, avec des scores très supérieurs à ceux des présidentielles et des législatives. Il maintient un niveau similaire à celui de 2001.
Au premier tour des municipales, le PCF gagne plusieurs villes (Dieppe, Vierzon, Saint-Claude…), remporte la plupart des primaires imposées par le PS à des maires communistes sortants (sauf à Pierrefitte et Denain) et peut se maintenir au second tour au Havre, à Sète ou à Nîmes. Le second tour est plus contrasté, avec la perte de Calais face à l'UMP (à la suite d'un retrait du FN), de Montreuil face aux Verts et d'Aubervilliers face au PS. Il gagne en revanche Villeneuve-Saint-Georges, Villepinte, Firminy (sept villes de plus de 9 000 habitants).
Aux élections cantonales, le PCF perd la Seine-Saint-Denis au profit du PS, mais gagne l'Allier face à la droite et conserve le Val-de-Marne.

#### La stratégie du «Front de gauche»

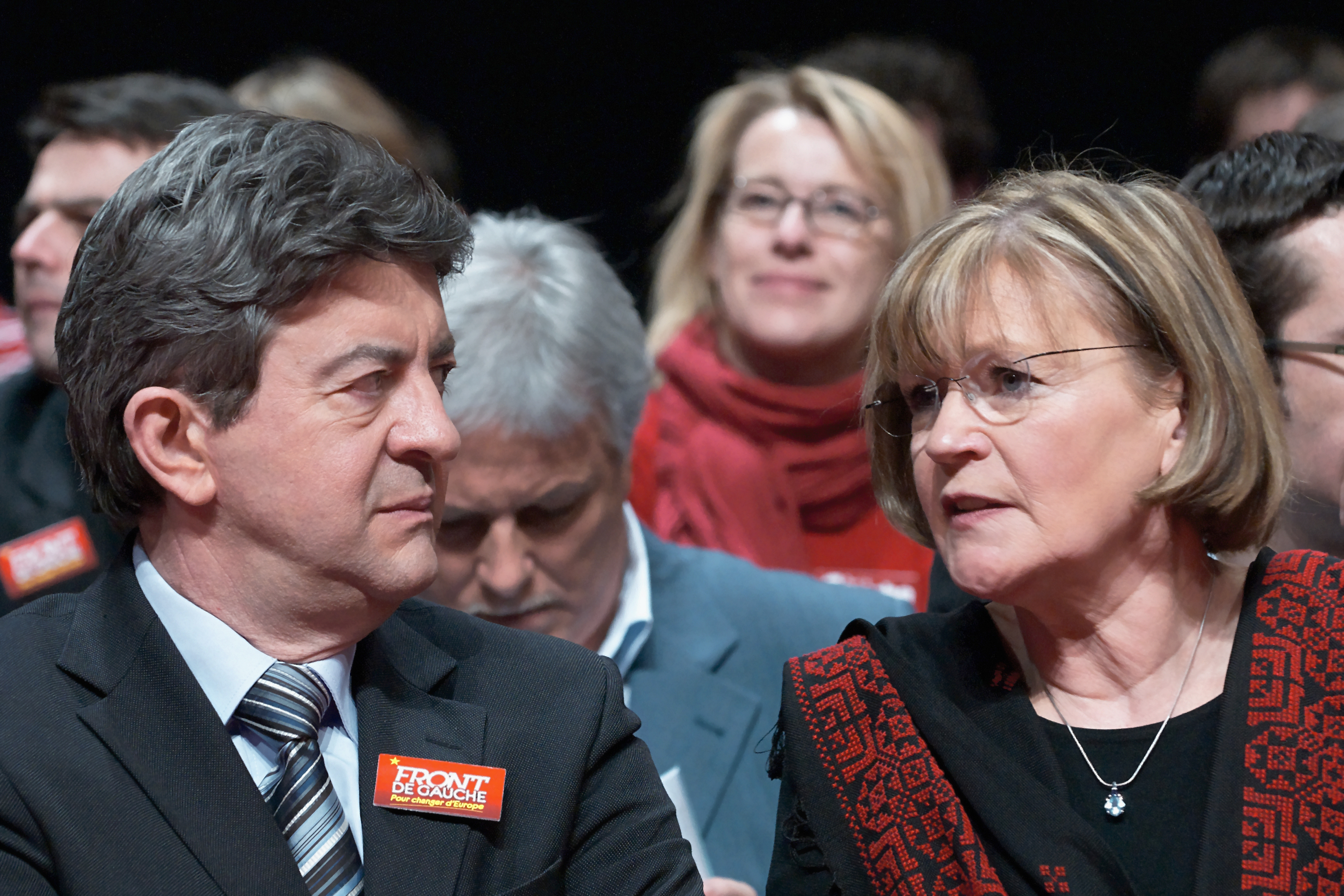
Marie-George Buffet et Jean-Luc Mélenchon.

Lors d'un Conseil national en octobre 2008, puis lors de son 34e congrès en décembre, le PCF décide de lancer un appel à un « front progressiste et citoyen ». Avec le Parti de gauche (issu du PS) et la Gauche unitaire (issue du NPA), nouvellement créés, et d'autres formations (République et socialisme, Alternative démocratie socialisme…), ils constituent aux élections européennes de 2009 le « Front de gauche pour changer d'Europe ».
Il rassemble 6,47 % des suffrages (1 114 872 voix), en légère progression par rapport à 2004, et quatre élus, dont deux PCF (Jacky Hénin et Patrick Le Hyaric). Jugeant ce score « satisfaisant », Marie-George Buffet appelle à poursuivre et à approfondir la stratégie du Front de gauche en s'attelant à son élargissement, déclarant qu'il « n'y a pas de frontières au Front de gauche, qui doit être encore plus populaire et citoyen ».
Le PCF se présente donc aux élections régionales de 2010 dans un Front de gauche « élargi » dans 17 régions sur 22, les militants de cinq autres régions ayant opté pour l'union avec le PS dès le 1er tour. Son score est de 6,95 % (sur 17 régions), en progression par rapport à 2004 et à 2009. En Auvergne, conduit par André Chassaigne, le Front de gauche obtient 14,26 % au premier tour; en Limousin, sous la bannière de Christian Audouin, la coalition élargie au NPA obtient 13,13 % au premier tour et 19,10 % au second avec une pointe à 20,37 % à Limoges. Néanmoins, le PCF perd près de la moitié de ses élus régionaux (95 contre 185), du fait du mode de scrutin.
Le premier semestre 2010 est marqué, d'une part, par le départ de dirigeants et élus refondateurs (Patrick Braouezec, Jacqueline Fraysse, François Asensi, Roger Martelli, Lucien Sève…), dont certains se consacrent à la Fédération pour une alternative sociale et écologique (Fase) ; d'autre part, par les tensions au sein du Front de gauche, d'abord sur la participation aux exécutifs régionaux, puis sur l'éventualité de soutenir Jean-Luc Mélenchon à l'élection présidentielle de 2012.
Lors de son 35e congrès, en juin 2010, le PCF décide d'engager une « nouvelle phase pour le Front de gauche » en construisant un « pacte d'union populaire » en vue des échéances de 2012. Marie-George Buffet quitte le poste de secrétaire nationale, remplacée par Pierre Laurent.
Le Parti communiste est très présent dans les manifestations contre la réforme des retraites de 2010 menée par le ministre du travail Éric Woerth, un thème qui a dominé en septembre 2010 la Fête de l'Humanité. Afin d'assurer le financement de la retraite en France, pour le droit à une retraite à taux plein, il prône une réforme de l'assiette des cotisations patronales, une cotisation nouvelle sur les revenus financiers des entreprises et des banques aux mêmes taux de cotisations que les salaires et la « suppression des exonérations de cotisations patronales qui ne créent pas d'emploi ».
Aux élections cantonales de 2011, le PCF espère conserver ses deux derniers bastions, l'Allier et le Val-de-Marne ainsi que reconquérir la Seine-Saint-Denis. En Seine-Saint-Denis et dans le Val-de-Marne, le Front de gauche se voit confronté à des candidats communs d'EELV et du PS dès le premier tour. Le Front de gauche progresse en obtenant 10,38 % des voix sur les cantons où il était présent. Il devance l'alliance socialistes-écologistes dans le Val-de-Marne, réalise 20 % en moyenne en Haute-Vienne et dans le Puy-de-Dôme, et s'affirme face au PS et à la droite dans l'Allier.

#### Élection présidentielle de 2012

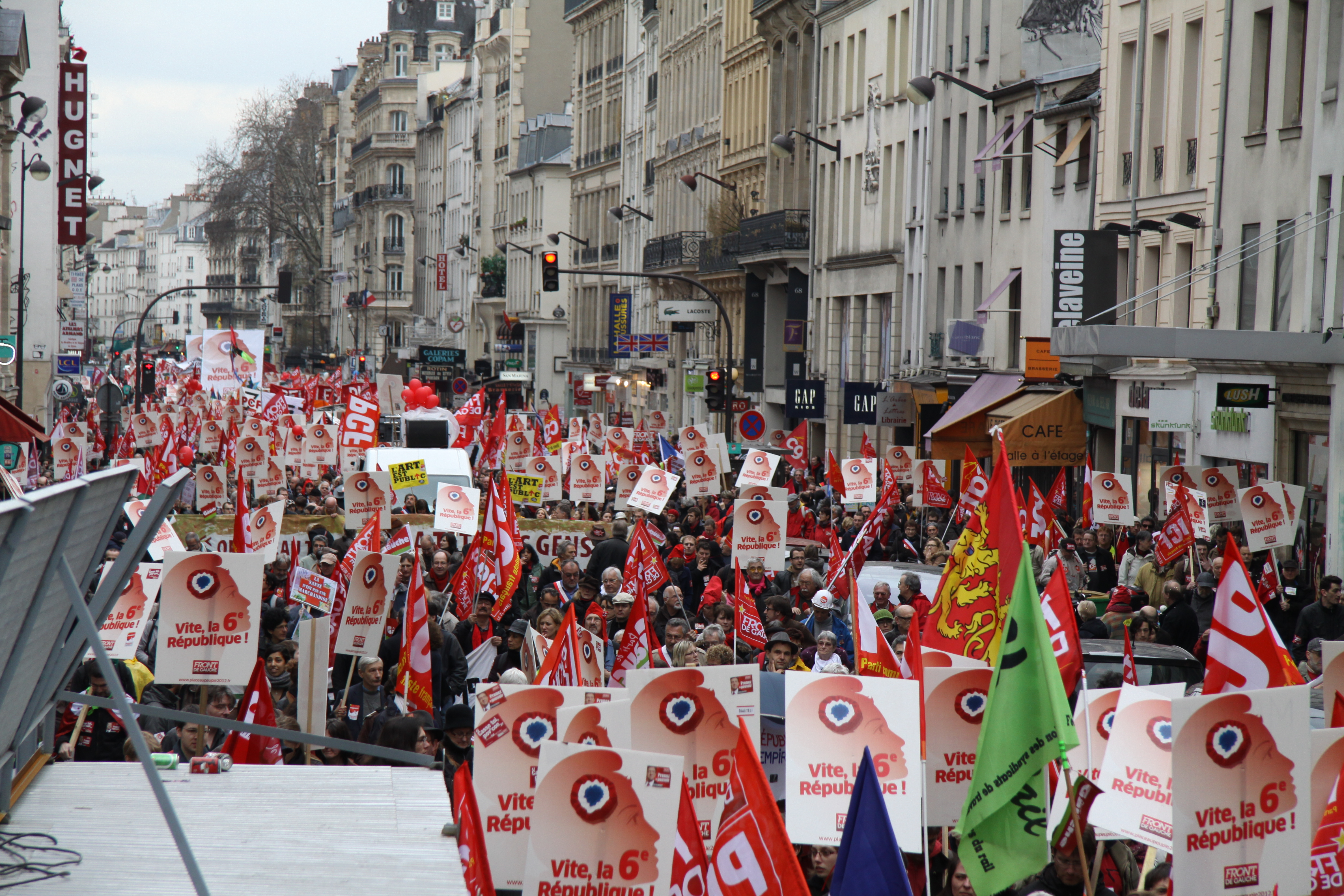
L'élection présidentielle de 2012, Paris.

Les militants du PCF se prononcent en faveur de Jean-Luc Mélenchon à 59 % pour les représenter au sein du Front de gauche à l'élection présidentielle, avec des conditions comme 80 % des sièges pour les communistes aux législatives, ainsi qu'une personnalisation du candidat moins forte, passer du « je » à « nous ». Le Front de gauche entre en campagne le mercredi 29 juin, place Stalingrad à Paris, devant 6 000 personnes. Meeting unitaire avec intervention de la FASE ou du PCF notamment et enfin du candidat Jean-Luc Mélenchon qui évoqua entre autres la sortie de l'OTAN, le retrait des guerres d'Afghanistan et de Libye, l'abolition de la précarité et du démantèlement des services publics, une disposition à prendre les moyens financiers où ils se trouvent, à rétablir davantage de justice en limitant les rémunérations du patronat et non les salaires des travailleurs qui se verraient eux augmentés. Le programme du Front de gauche, finalisé a été présenté à la Fête de l'Humanité en septembre.
La campagne est inédite depuis 1981 pour le PCF qui profite du Front de gauche, tant au niveau de la dynamique militante que des nouvelles adhésions. La campagne du Front de gauche se caractérise par des rassemblements et meetings impressionnants (120 000 personnes à la Bastille à Paris, au Prado à Marseille, 70 000 à Toulouse, 23 000 à Lille, selon les organisateurs)[réf. incomplète]. Son programme s'est vendu à plus de 400 000 exemplaires. Le candidat Jean-Luc Mélenchon termine avec un score historiquement haut pour la gauche de la gauche et jamais atteint depuis 30 ans, à 11,1 %, soit 6 fois plus que la candidate communiste de 2007, Marie-George Buffet, mais qui reste en dessous des attentes suscitées tout au long de la campagne.
Les législatives de 2012 sont en revanche un mauvais résultat pour le Front de gauche qui progresse par rapport au précédent scrutin, avec 6,91 % des voix, mais enregistre un net recul par rapport à la présidentielle. Alors qu'auparavant, le groupe du Front de gauche comportait 19 députés, seuls 10 ont été élus à l'issue du second tour. Le Front de gauche accuse aussi un échec symbolique : à Hénin-Beaumont, Jean-Luc Mélenchon est devancé dès le premier tour par le candidat socialiste, ce qui le prive d'un duel avec Marine Le Pen.
Le dimanche 10 février 2013, Pierre Laurent est réélu avec 100 % des voix au poste de secrétaire national du Parti communiste français (PCF). Pour la première fois depuis longtemps, aucune autre liste ne s'était présentée contre celle du secrétaire national sortant. À l'occasion du 36e congrès, le parti retire la faucille et le marteau de la carte des adhérents du parti. Ce symbole est remplacé par le logo du Parti de la gauche européenne.

#### Élections de 2014 et 2015
Aux élections municipales de 2014, le Parti de gauche souhaiterait présenter des listes Front de gauche, contre le PS, dans le maximum de villes, tandis que le PCF fait le choix dans la majorité des villes, surtout petites et moyennes, d'accords avec le PS afin de conserver et d'accroître le nombre d'élus communistes. Dans les villes à majorité communiste en revanche, la plupart des formations du Front de gauche privilégient plutôt des accords « larges », incluant si possible toute la gauche. Ces divergences donnent lieu à un affrontement entre Jean-Luc Mélenchon, coprésident du PG, et Pierre Laurent, secrétaire national du PCF, le premier préférant se démarquer du PS, qu'il juge « social-libéral », alors que le second souhaite maintenir à travers la « tradition historique » d'union locale avec le PS son réseau de 759 maires, 2 397 maires adjoints et 6 596 conseillers municipaux, qui en fait la troisième force politique en termes d'élus au niveau national. Au bout du compte, le PCF perd 57 villes de plus de 3 500 habitants et en regagne 5, soit une perte nette de 52 villes, soit plus de 30 % de l'effectif de départ estimé à 185 villes dans cette catégorie.
Lors des élections départementales de 2015, le PCF se classe troisième force politique derrière la droite et les socialistes, avec environ 176 élus Front de gauche, dont 167 communistes. Perdant cependant la moitié de ses 232 élus sortants, le PCF conserve de justesse la présidence du Val-de-Marne mais perd l'Allier.
En mai 2015, Fabien Escalona, professeur à Sciences Po Grenoble, explique l'absence de percée de la gauche radicale française (Parti de gauche, Parti communiste et une partie des écologistes), à la différence de SYRIZA en Grèce et de Podemos en Espagne, par plusieurs facteurs : les institutions et le mode de scrutin, la conjoncture économique et sociale (la France n'a pas connu une cure d'austérité aussi puissante que les pays précédemment cités) et les divisions internes à la gauche radicale. La puissance du FN n'explique selon lui pas la faiblesse de cette gauche, même si le parti frontiste a réussi à capter les primo-votants et les non-politisés. Enfin, Fabien Escalona ne voit pas de progression future de la gauche radicale si elle n'arrive pas à séduire en masse des électeurs socialistes déçus.

#### Intégration de la Gauche unitaire au sein du Parti communiste français
Le 8 septembre 2015, Pierre Laurent annonce sur son blog la dissolution de la Gauche unitaire (GU) au sein de son parti, une déclaration commune des deux partis expliquant que : « le IIIe congrès de Gauche unitaire, fin juin 2015, a considéré que l’heure n’était plus à l’émiettement et à l’éparpillement des forces travaillant à ouvrir une nouvelle perspective pour la gauche. Elle a donc décidé de regrouper ses forces avec celles du Parti communiste français au sein de ce dernier. À la suite des discussions positives ayant eu lieu tout l’été avec la direction du PCF et des échanges, tout aussi positifs, entre militants des deux formations, cette décision a été définitivement ratifiée les 5 et 6 septembre par les délégués des sections de Gauche unitaire, réunis à Paris ». Deux jours plus tard, une conférence de presse confirme l'intégration des membres de la GU au sein du PCF, Pierre Laurent indiquant que les « dirigeants et militants vont prendre leur place normalement dans la vie du parti et de ses instances ». Quatre dirigeant de l’ex GU sont désormais invités permanents du conseil national et Christian Picquet siège également au comité exécutif national du PCF.

#### Élection présidentielle de 2017
Alors que Jean-Luc Mélenchon s'est déclaré candidat en dehors des instances du Front de gauche, le PCF hésite à le soutenir, cette option étant combattue par le député André Chassaigne. Longtemps réticent, le secrétaire national Pierre Laurent lui apporte un soutien sans ralliement à La France insoumise (LFI) le 5 novembre, mais celle-ci rejette le soutien à Mélenchon à 55 %. Cependant le vote des militants organisé trois semaines plus tard donne un résultat inverse avec 53,6 % des militants en faveur d'un soutien du PCF à Jean-Luc Mélenchon.
Le PCF s'engage alors dans une « campagne autonome appelant à voter Jean-Luc Mélenchon », tout en précisant que « les communistes poursuivront leurs efforts pour une candidature commune, porteront cet appel en conservant leur autonomie, critique et constructive, travailleront à un cadre collectif de campagne élargi afin d’œuvrer à la construction d'un rassemblement le plus large possible ».
Avec 416 parrainages issus d'élus PCF, sur un total de 805, les communistes permettent à Jean-Luc Mélenchon d'être candidat à la présidentielle.
Jean-Luc Mélenchon, candidat sous les couleurs de son propre parti, La France insoumise, soutenu par le PCF, obtiendra 19,6 % des suffrages exprimés soit la quatrième position, échouant de 1,7 % à se qualifier pour le second tour.

#### Élections législatives de 2017
Le 4 janvier 2017, Pierre Laurent déplore, lors d'une réunion des secrétaires fédéraux du PCF, « qu'il n'a jamais été question d'accord pour les législatives avec La France insoumise, et il n'y en aura pas. Ce qui est primordial aujourd'hui pour les communistes, c'est d'apparaître nationalement dans toutes les circonscriptions ». Toutefois, le 2 mai, il propose publiquement à LFI un « accord large et national » sous une « bannière commune ». Après plusieurs semaines de discussions, aucun accord n'est trouvé, chacun se renvoyant la responsabilité de l'échec des discussions.
À la suite de l'échec des discussions avec LFI, le PCF décide d'investir 484 candidats, pour la plupart issus de ses rangs et revendiquant l'étiquette « PCF - Front de gauche ». Ils totalisent 2,7 % des suffrages exprimés, le résultat le plus faible de l'histoire du PCF à des élections législatives, et 10 sont élus députés, grâce au soutien ou au retrait de LFI au premier tour ou, au contraire, face à la concurrence de LFI (Elsa Faucillon, Fabien Roussel, André Chassaigne…). En concurrence avec des candidats de LFI dans 434 circonscriptions, les candidats PCF sont surclassés dans 98 % des cas. Le groupe de la Gauche démocrate et républicaine est reconduit à l'Assemblée avec 16 membres, dont 11 députés communistes (incluant Stéphane Peu, élu sous l'étiquette FI), de nouveau sous la présidence d'André Chassaigne, à la suite du refus des deux partis de constituer un groupe commun.

### Depuis 2018: changement inattendu de direction et poursuite d'échecs historiques
Lors du vote des militants les 4 et 6 octobre 2018, le texte de la direction est mis en minorité. Il s'agit d'un événement inédit dans l'histoire du parti. La stratégie à adopter devant LFI divise à la fois les militants et les députés : André Chassaigne porte le texte alternatif qui est adopté devant celui du conseil national sortant, afin de réaffirmer l'identité du PCF, proposant que le parti présente des candidats à chaque élection.
Le 20 novembre 2018, le PCF confirme un changement de direction à sa tête : Pierre Laurent quitte son poste de secrétaire national. Fabien Roussel, signataire de la liste alternative, est proposé comme secrétaire national. Celui-ci est élu secrétaire national du PCF le 25 novembre lors du vote délégués au XXXVIIIe congrès. C'est la première fois dans l'histoire du PCF que le secrétaire national n'est pas un élu de la région parisienne.
La liste du PCF conduite par Ian Brossat aux élections européennes de 2019 n'obtient que 2,49 % des voix, se classant en dixième position et n'obtenant ni député européen — fait inédit pour le PCF — ni remboursement des frais de campagne,. Il s'agit de son score le plus faible en voix, toutes élections confondues. Selon une étude Ipsos, seulement 1 % des ouvriers se sont prononcés pour la liste communiste (contre 40 % pour le RN).
Les élections municipales de 2020 voient un nouveau déclin de l'implantation locale du PCF, avec des défaites qui affaiblissent encore le communisme municipal. Hors région parisienne, le PCF perd une douzaine de villes, dont plusieurs bastions historiques : Arles et Gardanne (Bouches-du-Rhône), Bégard (Côtes-d'Armor), Saint-Florent-sur-Cher (Cher), Saint-Pierre-des-Corps (Indre-et-Loire), Fontaine (Isère), Firminy (Loire), Seclin ainsi que Waziers et Marly (Nord), Givors (Rhône) et Grand-Couronne (Seine-Maritime). En région parisienne, le PCF perd un grand nombre de fiefs historiques, entraînant un recul de la « banlieue rouge » : trois villes en Seine-Saint-Denis (Aubervilliers, Saint-Denis et Villetaneuse), quatre dans le Val-de-Marne (Champigny-sur-Marne, Choisy-le-Roi, Villeneuve-Saint-Georges et Valenton), une dans l'Essonne (Morsang-sur-Orge), une dans le Val-d'Oise (Bezons) et une en Seine-et-Marne (Nangis). Les succès du PCF à ces scrutins en région parisienne (victoire à Corbeil-Essonnes, Villejuif, Bobigny et Noisy-le-Sec, maintien à Malakoff, Montreuil, Bagneux et Nanterre) ne compensent que partiellement ses défaites.
Aux élections départementales de 2021, la droite remporte le dernier département détenu par le PCF, à savoir le Val-de-Marne, qui était communiste depuis sa création en 1968 (avec un interlude en 1970-1976). Territoire d’élection de Georges Marchais, il s’agissait du dernier symbole de la « banlieue rouge » française.

## Dans la culture populaire
La répression dont fut victime le PCF au début des années 1950, en particulier les deux longs séjours en prison du rédacteur en chef de L'Humanité André Stil, pour ses écrits, et celui du dirigeant Jacques Duclos, a été immortalisée dans Nekrassov, comédie parodique du maccarthysme à la française, présentée en 1955 par Jean-Paul Sartre, où l'héroïne Véronique séduit le personnage principal, l'escroc dénonciateur Georges de Valera, ce qui permet de sauver deux journalistes communistes en danger.

### Sources primaires
- Jacques Duclos, Mémoires, Fayard, 1970.